# 1994年の日本
1994年の日本（1994ねんのにほん）では、1994年（平成6年）の日本の出来事・流行・世相などについてまとめる。

## 他の紀年法
日本では、西暦の他にも以下の紀年法を使用している。なお、以下の紀年法は西暦と月日が一致している。
- 元号
  - 平成6年
- 神武天皇即位紀元
  - 皇紀2654年
- 干支
  - 甲戌（きのえ いぬ）

## カレンダー
| 1月 |    |    |    |    |    |    |
| 日  | 月 | 火 | 水 | 木 | 金 | 土 |
|     |    |    |    |    |    | 1  |
| 2   | 3  | 4  | 5  | 6  | 7  | 8  |
| 9   | 10 | 11 | 12 | 13 | 14 | 15 |
| 16  | 17 | 18 | 19 | 20 | 21 | 22 |
| 23  | 24 | 25 | 26 | 27 | 28 | 29 |
| 30  | 31 |    |    |    |    |    |
|     |    |    |    |    |    |    |

| 2月 |    |    |    |    |    |    |
| 日  | 月 | 火 | 水 | 木 | 金 | 土 |
|     |    | 1  | 2  | 3  | 4  | 5  |
| 6   | 7  | 8  | 9  | 10 | 11 | 12 |
| 13  | 14 | 15 | 16 | 17 | 18 | 19 |
| 20  | 21 | 22 | 23 | 24 | 25 | 26 |
| 27  | 28 |    |    |    |    |    |
|     |    |    |    |    |    |    |

| 3月 |    |    |    |    |    |    |
| 日  | 月 | 火 | 水 | 木 | 金 | 土 |
|     |    | 1  | 2  | 3  | 4  | 5  |
| 6   | 7  | 8  | 9  | 10 | 11 | 12 |
| 13  | 14 | 15 | 16 | 17 | 18 | 19 |
| 20  | 21 | 22 | 23 | 24 | 25 | 26 |
| 27  | 28 | 29 | 30 | 31 |    |    |
|     |    |    |    |    |    |    |

| 4月 |    |    |    |    |    |    |
| 日  | 月 | 火 | 水 | 木 | 金 | 土 |
|     |    |    |    |    | 1  | 2  |
| 3   | 4  | 5  | 6  | 7  | 8  | 9  |
| 10  | 11 | 12 | 13 | 14 | 15 | 16 |
| 17  | 18 | 19 | 20 | 21 | 22 | 23 |
| 24  | 25 | 26 | 27 | 28 | 29 | 30 |
|     |    |    |    |    |    |    |

| 5月 |    |    |    |    |    |    |
| 日  | 月 | 火 | 水 | 木 | 金 | 土 |
| 1   | 2  | 3  | 4  | 5  | 6  | 7  |
| 8   | 9  | 10 | 11 | 12 | 13 | 14 |
| 15  | 16 | 17 | 18 | 19 | 20 | 21 |
| 22  | 23 | 24 | 25 | 26 | 27 | 28 |
| 29  | 30 | 31 |    |    |    |    |
|     |    |    |    |    |    |    |

| 6月 |    |    |    |    |    |    |
| 日  | 月 | 火 | 水 | 木 | 金 | 土 |
|     |    |    | 1  | 2  | 3  | 4  |
| 5   | 6  | 7  | 8  | 9  | 10 | 11 |
| 12  | 13 | 14 | 15 | 16 | 17 | 18 |
| 19  | 20 | 21 | 22 | 23 | 24 | 25 |
| 26  | 27 | 28 | 29 | 30 |    |    |
|     |    |    |    |    |    |    |

| 7月 |    |    |    |    |    |    |
| 日  | 月 | 火 | 水 | 木 | 金 | 土 |
|     |    |    |    |    | 1  | 2  |
| 3   | 4  | 5  | 6  | 7  | 8  | 9  |
| 10  | 11 | 12 | 13 | 14 | 15 | 16 |
| 17  | 18 | 19 | 20 | 21 | 22 | 23 |
| 24  | 25 | 26 | 27 | 28 | 29 | 30 |
| 31  |    |    |    |    |    |    |
|     |    |    |    |    |    |    |

| 8月 |    |    |    |    |    |    |
| 日  | 月 | 火 | 水 | 木 | 金 | 土 |
|     | 1  | 2  | 3  | 4  | 5  | 6  |
| 7   | 8  | 9  | 10 | 11 | 12 | 13 |
| 14  | 15 | 16 | 17 | 18 | 19 | 20 |
| 21  | 22 | 23 | 24 | 25 | 26 | 27 |
| 28  | 29 | 30 | 31 |    |    |    |
|     |    |    |    |    |    |    |

| 9月 |    |    |    |    |    |    |
| 日  | 月 | 火 | 水 | 木 | 金 | 土 |
|     |    |    |    | 1  | 2  | 3  |
| 4   | 5  | 6  | 7  | 8  | 9  | 10 |
| 11  | 12 | 13 | 14 | 15 | 16 | 17 |
| 18  | 19 | 20 | 21 | 22 | 23 | 24 |
| 25  | 26 | 27 | 28 | 29 | 30 |    |
|     |    |    |    |    |    |    |

| 10月 |    |    |    |    |    |    |
| 日   | 月 | 火 | 水 | 木 | 金 | 土 |
|      |    |    |    |    |    | 1  |
| 2    | 3  | 4  | 5  | 6  | 7  | 8  |
| 9    | 10 | 11 | 12 | 13 | 14 | 15 |
| 16   | 17 | 18 | 19 | 20 | 21 | 22 |
| 23   | 24 | 25 | 26 | 27 | 28 | 29 |
| 30   | 31 |    |    |    |    |    |
|      |    |    |    |    |    |    |

| 11月 |    |    |    |    |    |    |
| 日   | 月 | 火 | 水 | 木 | 金 | 土 |
|      |    | 1  | 2  | 3  | 4  | 5  |
| 6    | 7  | 8  | 9  | 10 | 11 | 12 |
| 13   | 14 | 15 | 16 | 17 | 18 | 19 |
| 20   | 21 | 22 | 23 | 24 | 25 | 26 |
| 27   | 28 | 29 | 30 |    |    |    |
|      |    |    |    |    |    |    |

| 12月 |    |    |    |    |    |    |
| 日   | 月 | 火 | 水 | 木 | 金 | 土 |
|      |    |    |    | 1  | 2  | 3  |
| 4    | 5  | 6  | 7  | 8  | 9  | 10 |
| 11   | 12 | 13 | 14 | 15 | 16 | 17 |
| 18   | 19 | 20 | 21 | 22 | 23 | 24 |
| 25   | 26 | 27 | 28 | 29 | 30 | 31 |
|      |    |    |    |    |    |    |

## 在職者
- 天皇: 明仁
- 内閣総理大臣: 
  - 細川護熙（日本新党）
  - 4月28日から羽田孜（新生党）
  - 6月30日から村山富市（日本社会党）
- 内閣官房長官: 
  - 武村正義（新党さきがけ）
  - 4月28日から熊谷弘（新生党）
  - 6月30日から五十嵐広三（日本社会党）
- 最高裁判所長官: 草場良八
- 衆議院議長: 土井たか子（日本社会党）
- 参議院議長: 原文兵衛（自由民主党）
- 国会: 第129回 (常会, 1月31日-6月29日)、第130回 (臨時会, 7月18日-22日)、第131回 (臨時会, 9月30日-12月9日)

## 世相
- 「プレイステーション」（ソニー・コンピュータエンタテインメント）や「セガサターン」（セガ）の登場で、次世代ゲーム機戦争がゲーム雑誌のみならず一般のメディアでも取り上げられ注目を集めた（#コンピューターゲームも参照）。
- ウイダーinゼリー（森永製菓）やトッポ（ロッテ）、ドンタコス（湖池屋）、クイックル（花王）などのロングセラーとなる商品が発売された。

### 1994年の流行語
「すったもんだがありました」（宮沢りえ）、「イチロー (効果)」、「同情するならカネをくれ」（安達祐実）が新語・流行語大賞の年間大賞を受賞した（その他の受賞語は後節「#流行語」も参照）。

### 周年
- 11月1日 - 平安遷都から1200年。
- 11月27日 - 松下幸之助生誕100年。

## できごと

### 1月
- 1月 - 『週刊少年サンデー』（小学館）にて、青山剛昌の漫画『名探偵コナン』が連載開始。
- 1月24日 - 郵便料金を値上げ。（葉書 50円、封書 80円）
- 1月26日 - 大阪愛犬家連続殺人事件の容疑者逮捕[1]。

### 2月

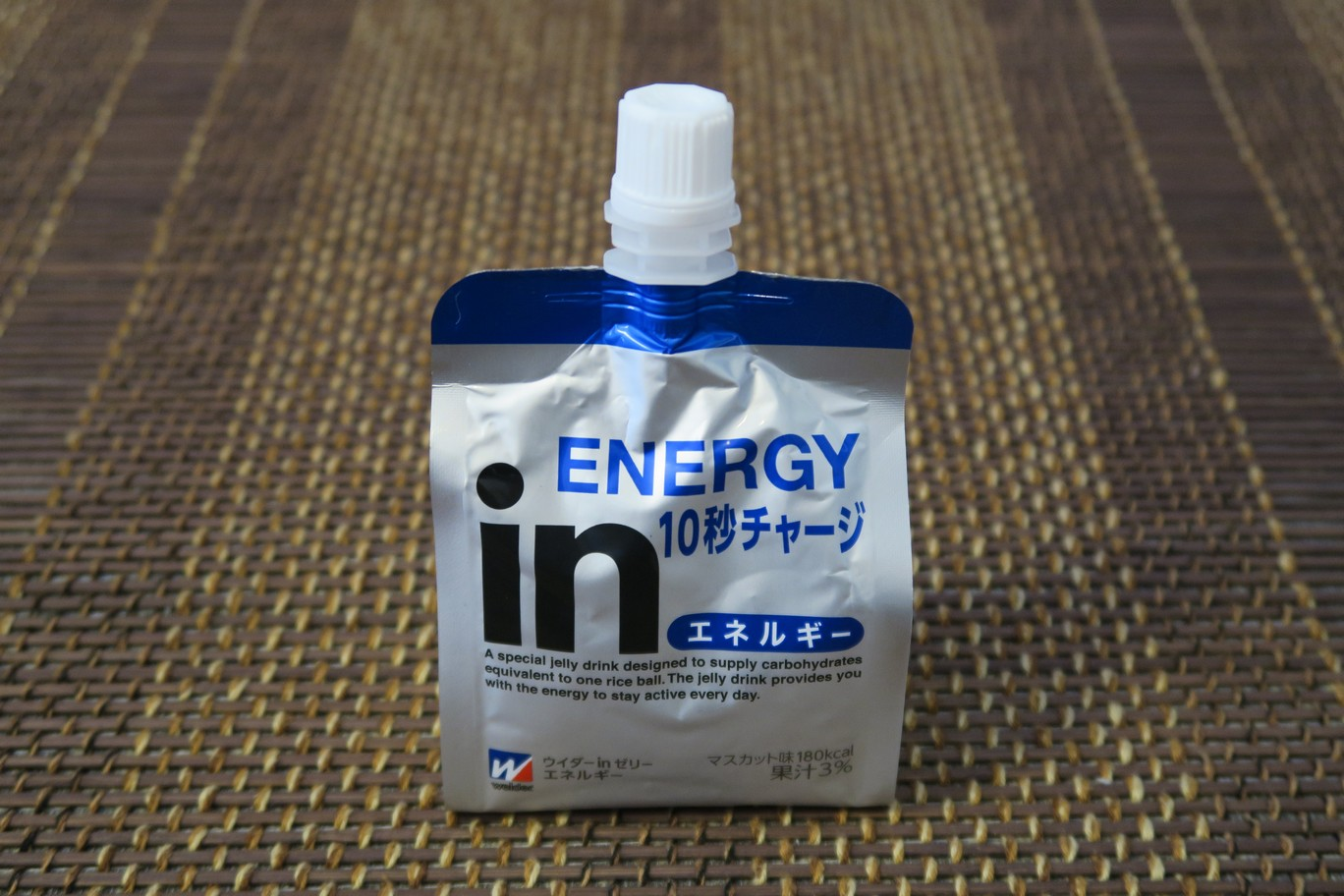
ウイダーinゼリー（2月1日発売）

- 2月1日 - 森永製菓が「ウイダーinゼリー」を発売。
- 2月3日 - 細川首相が消費税を廃止して「国民福祉税」を新設して税率を7%にする案を発表(翌4日に白紙に戻す)[2]。
- 2月4日 - H-IIロケット1号機、種子島宇宙センターから打ち上げ成功。
- 2月23日 - 藤田小女姫殺害事件。

### 3月

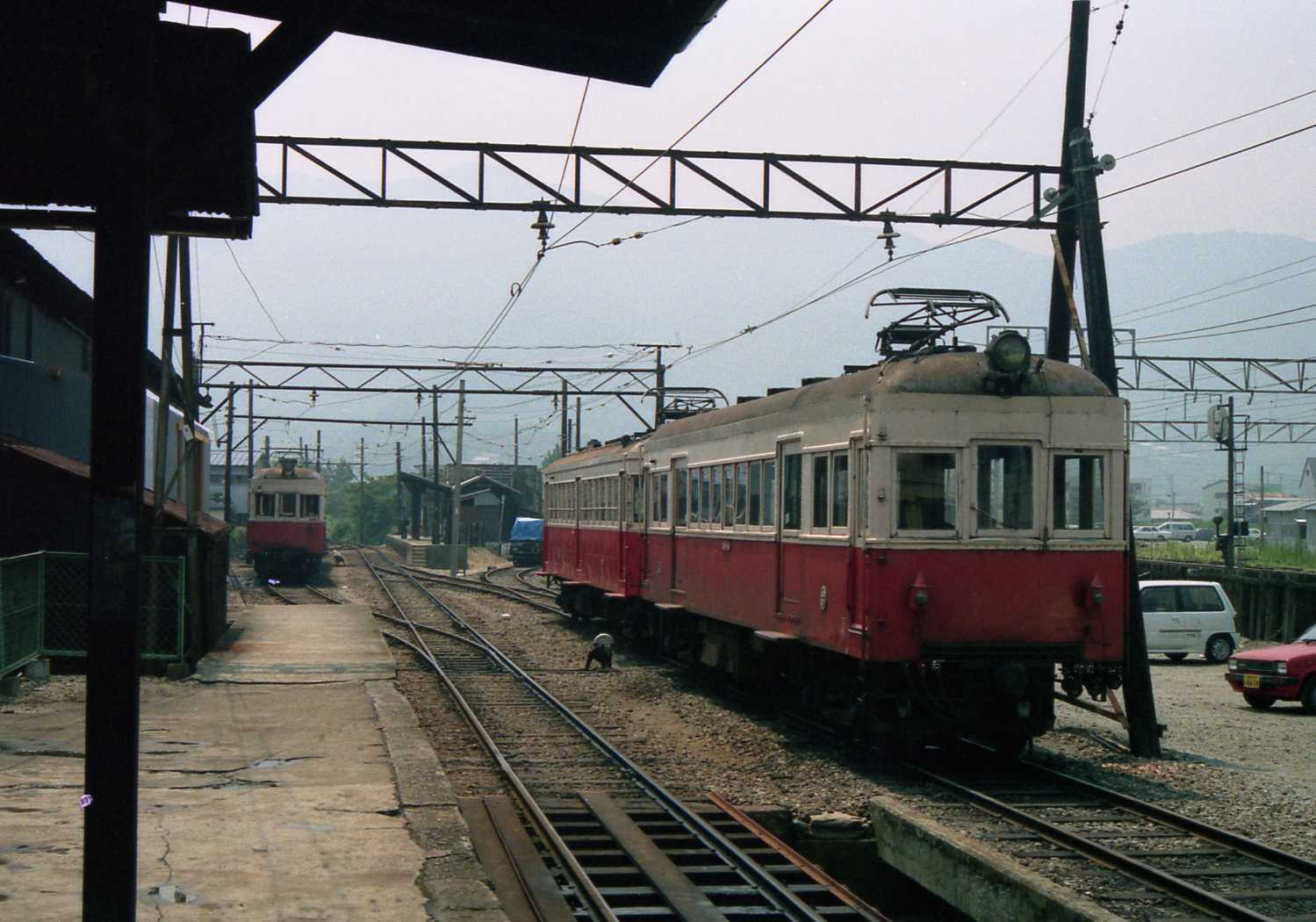
野上電気鉄道が全線廃止（3月31日）

- 3月21日 - グリコ・森永事件の発端となった江崎勝久江崎グリコ社長誘拐事件の時効成立。
- 3月22日 - 榎井村事件で、高松高等裁判所は再審無罪の判決。
- 3月24日 - 参議院、衆議院の小選挙区比例代表並立制を柱とする選挙改革法案を可決（12月25日施行）。
- 3月26日 - 第66回選抜高等学校野球大会が阪神甲子園球場で開幕し、金沢の中野真博が対江の川戦で完全試合達成。
- 3月30日 - 名古屋市地下鉄桜通線今池駅 - 野並駅間が延伸開業。
- 3月31日
  - 東京地裁、一連のロス疑惑事件で殺人罪に問われた三浦和義に無期懲役の判決。
  - 野上電気鉄道がこの日の運行を最後に全線廃止。会社自体も翌4月1日付で解散。

### 4月
- 4月1日

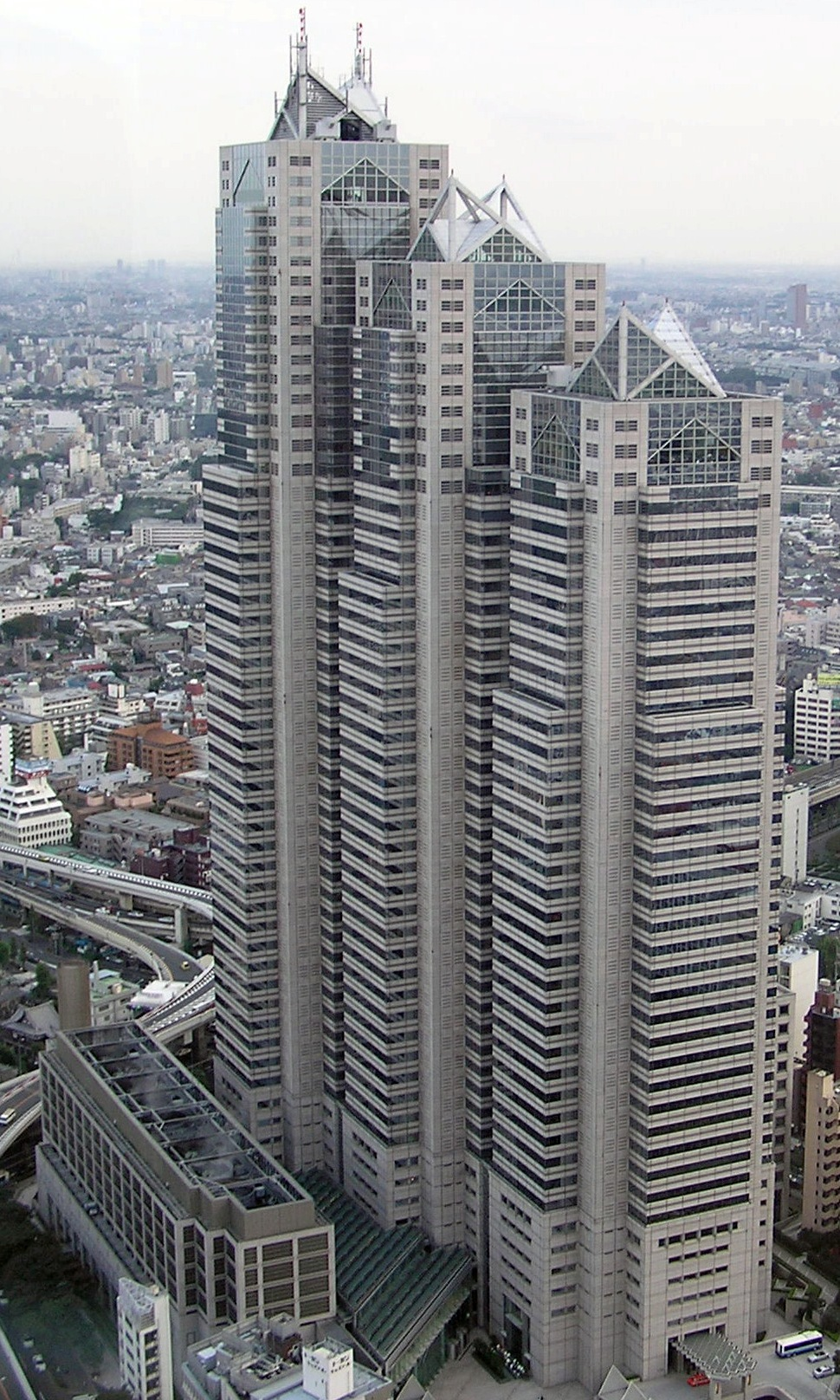
新宿パークタワー竣工（4月25日、2003年撮影）

  - ダイエーと忠実屋、ユニードダイエー、ダイナハの4社が合併して新生ダイエーが発足。
  - 鹿児島県に日本テレビ系列の鹿児島讀賣テレビ（KYT）が開局、『ズームイン!!朝!』など日本テレビの番組が鹿児島テレビ（KTS）から移動。
  - フジテレビ系で朝の情報番組『めざましテレビ』が放送開始。また同局で深夜の報道番組『ニュースJAPAN』も放送開始（後者は2015年3月27日終了）。
  - 朝日新聞東京本社立て篭もり事件。
  - 警察官の制服がリニューアル。
- 4月4日
  - 市川一家4人殺害事件: 千葉地裁第1刑事部（神作良二裁判長）で開かれた公判で検察官の論告求刑が行われ、検察官は事件当時19歳だった被告人の男に死刑を求刑[3]。犯行時少年に対する死刑求刑は、1989年1月に名古屋地裁で名古屋アベック殺人事件の主犯格になされて以来、約5年ぶり[4]。
  - 第66回選抜高等学校野球大会の決勝戦が阪神甲子園球場で行われ、智弁和歌山が常総学院を7-5で破り初優勝。
- 4月8日  - 細川護熙首相が辞任を表明[5]。
- 4月11日 - TBS、人気アトラクション番組『関口宏の東京フレンドパークII』放送開始（2011年3月終了）。
- 4月19日 - テレビ東京、人気鑑定番組『開運!なんでも鑑定団』放送開始。
- 4月23日 - 井の頭公園バラバラ殺人事件発覚。
- 4月25日
  - 新生党、公明党、社会党など連立与党、羽田孜を首班指名。
  - 東京都新宿区西新宿に建設されていた新宿パークタワーが竣工（パークハイアット東京は7月9日開業）。
- 4月26日
  - 社会党、連立与党が社会党抜きで統一会派を結成したことに抗議して連立離脱（会派に加わらなかった新党さきがけは閣外協力に）[6]。
  - 名古屋空港で中華航空140便墜落事故[7]。
- 4月28日 - 羽田内閣発足[6]。

### 5月
- 5月11日 - 明治神宮野球場で開催されたヤクルト対読売ジャイアンツ（巨人）5回戦で、危険球を発端とした報復死球と乱闘騒ぎが発生する。故意・過失を問わず危険球を与えた投手は退場という危険球退場ルールが出来るきっかけとなった。
- 5月12日 - 三菱自動車工業が「デリカスペースギア」を発売（「パジェロミニ」もこの年発売）。
- 5月15日 - 函館本線上砂川支線がこの日限りで廃止。
- 5月16日 - 日産自動車が「ルキノ」を発売（6月には「ミストラル」を発売）。
- 5月18日 - 巨人の槙原寛己投手が、福岡ドームでの広島戦でプロ野球史上15人目の完全試合を達成（槙原寛己の完全試合）。
- 5月25日 - ロックバンドGLAYがX JAPANのYOSHIKIプロデュースによりメジャーデビュー。
- 5月27日 - 経団連第8代会長に豊田章一郎が就任。

### 6月

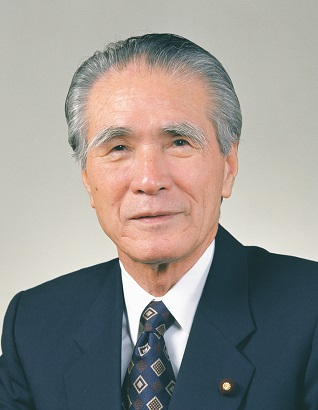
村山富市が第81代日本国首相に就任（6月30日）

- 6月15日 - JR関西空港線および南海空港線が開業。関西国際空港の従業員輸送などのため、空港開業より約3か月早く営業を開始した。
- 6月21日 - 衆議院予算委員会で細川護煕元首相を佐川急便から1億円を借り入れた問題で証人喚問。
- 6月27日 - オウム真理教によって松本サリン事件発生[8]。
- 6月29日 - 自民党、社会党、新党さきがけが村山富市社会党委員長を内閣総理大臣に指名[6]。
- 6月30日 - 村山内閣発足[6]。

### 7月
- 7月8日 - 日本人初の女性宇宙飛行士・向井千秋を乗せたスペースシャトルが打ち上げ（23日帰還）[8]。
- 7月16日 - 青森県の三内丸山遺跡で大量の遺物出土。
- 7月20日 - 村山首相、自衛隊合憲の所信表明[6]。
- 7月22日 - 全国かしまサミット共同宣言文発表。

### 8月
- 8月 - 日本の首相官邸がウェブサイトを開設。
- 8月2日 - 午前1時37分、タレントビートたけしが東京都新宿区南元町の路上で、バイクの酒気帯び運転によりガードレールに接触転倒、病院に運ばれ、右側頭部頭蓋骨陥没骨折、脳挫傷、右頬骨複雑骨折で長期入院。
- 8月5日 - 福徳銀行5億円強奪事件。
- 8月8日
  - 市川一家4人殺害事件: 千葉地裁第1刑事部（神作良二裁判長）は、強盗殺人などの罪に問われた被告人の男（事件当時は19歳の少年）を求刑通り死刑とする第一審判決を宣告[9]。事件当時少年に対する死刑判決は、1989年6月に名古屋地裁で宣告された名古屋アベック殺人事件の第一審判決以来、約5年ぶり[10]。被告人は2001年12月に最高裁で死刑が確定（少年死刑囚）[11]、2017年12月に東京拘置所で死刑を執行された[12]。
  - 第76回全国高等学校野球選手権大会開幕。
- 8月20日 - 広島市に広島高速交通が運営する新交通システム「アストラムライン」（広島新交通1号線）が開業。
- 8月21日 - 第76回全国高等学校野球選手権大会の決勝戦が阪神甲子園球場で行われ佐賀代表の佐賀商が鹿児島代表の樟南を8-4で下し佐賀県勢初優勝を果たした。
- 8月22日 - マツダが「カペラ」を発売（9月には「AZ-ワゴン」も発売）。
- 8月24日 - 近鉄の野茂英雄投手がこの試合の登板を最後に戦線離脱。その後退団しアメリカメジャーリーグに挑戦し2008年に引退したためこの試合が野茂にとって日本プロ野球での最後の登板試合となった。
- 8月25日 - 村山首相、ベトナム訪問。
- 8月28日 - 初の気象予報士国家試験が行われる。
- 8月31日 - ジュリアナ東京閉店。

### 9月
- 9月4日 - 関西国際空港開港。

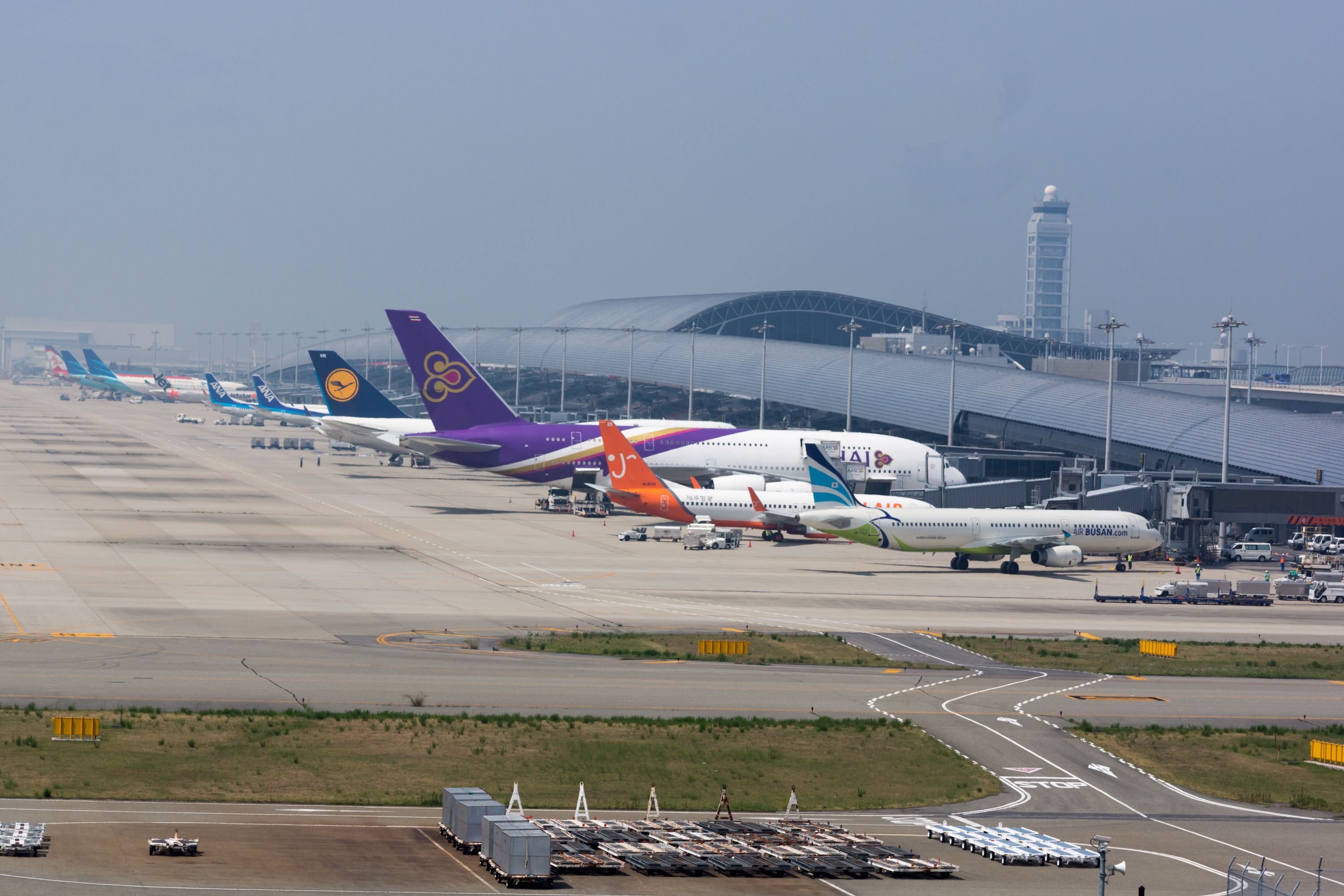
関西国際空港（9月4日開港）

- 9月14日 - 住友銀行名古屋支店長射殺事件。
- 9月20日 - オリックス・ブルーウェーブのイチローが史上初の1シーズン200本安打を記録（最終的には210本に）。
- 9月27日 - 東京地裁、リクルート事件で受託収賄罪に問われた藤波孝生元内閣官房長官に無罪判決。
- 9月30日
  - 小坂製錬小坂線の旅客営業がこの日限りで廃止。
  - 大阪モノレール柴原駅 - 千里中央駅間延伸開業。

### 10月
- 10月1日
  - 小野田セメントと秩父セメントが合併し、秩父小野田（現：太平洋セメント）に商号変更。
  - エフエム東京(TOKYO FM)がFM文字多重放送「見えるラジオ」の本放送を開始（2014年3月31日終了）。
- 10月2日
  - 広島市でアジア競技大会開催[8]。
  - 西武ライオンズが対近鉄バファローズ戦（藤井寺球場）に8対2で勝利し、パ・リーグ初の5連覇（V5）達成。
- 10月3日 - 東京放送（TBS）が、現放送センター（ビッグハット）に移転、テレビ・ラジオの新社屋からの本放送開始。
- 10月4日 - 北海道東方沖地震発生[6]。
- 10月7日 - 王貞治元巨人監督が翌1995年から福岡ダイエーホークスの監督に就任することが決定。
- 10月8日
  - ナゴヤ球場にてプロ野球史上初の最終戦首位同率決戦中日対巨人（10.8決戦）。巨人が中日を下し1990年以来4年ぶりとなるセ・リーグ優勝。なお、翌9日には神宮球場にて最終戦最下位同率決定戦ヤクルトスワローズ対横浜ベイスターズの試合も行われ、横浜がヤクルトにサヨナラ負けを喫してセ・リーグ最下位が決定する展開となった。
  - サッポロビール東京工場跡地に恵比寿ガーデンプレイスが完成。同時にウェスティンホテル東京が開業。
  - 大阪・愛知・岐阜連続リンチ殺人事件: 岐阜県安八郡輪之内町の長良川河川敷で男性2人が血塗れで死亡しているのが発見され、これを皮切りに9月末から10月7日にかけて発生した大阪府・愛知県を含めた3府県にまたがる少年らによる連続リンチ殺人事件が発覚。主犯格3人の元少年は2011年に死刑が確定した（少年死刑囚）。
- 10月13日 - 大江健三郎、ノーベル文学賞受賞[8]。文化勲章は辞退。
- 10月15日 - 日本ハムファイターズの新監督に元阪急の監督の上田利治が就任。
- 10月17日 - フジテレビ、人気音楽番組『HEY!HEY!HEY! MUSIC CHAMP』放送開始
- 10月20日 - 本田技研工業がクリエイティブ・ムーバーシリーズの第1弾として「オデッセイ」を発売。
- 10月25日 - 東京都品川区の京浜急行電鉄京急本線青物横丁駅近くで医師が射殺される事件発生、犯人は同月28日に逮捕（品川医師射殺事件）。
- 10月29日
  - 日本シリーズは巨人が西武を4勝2敗で下し5年ぶり日本一。
  - 西武・森祇晶監督引退。

### 11月
- 11月1日

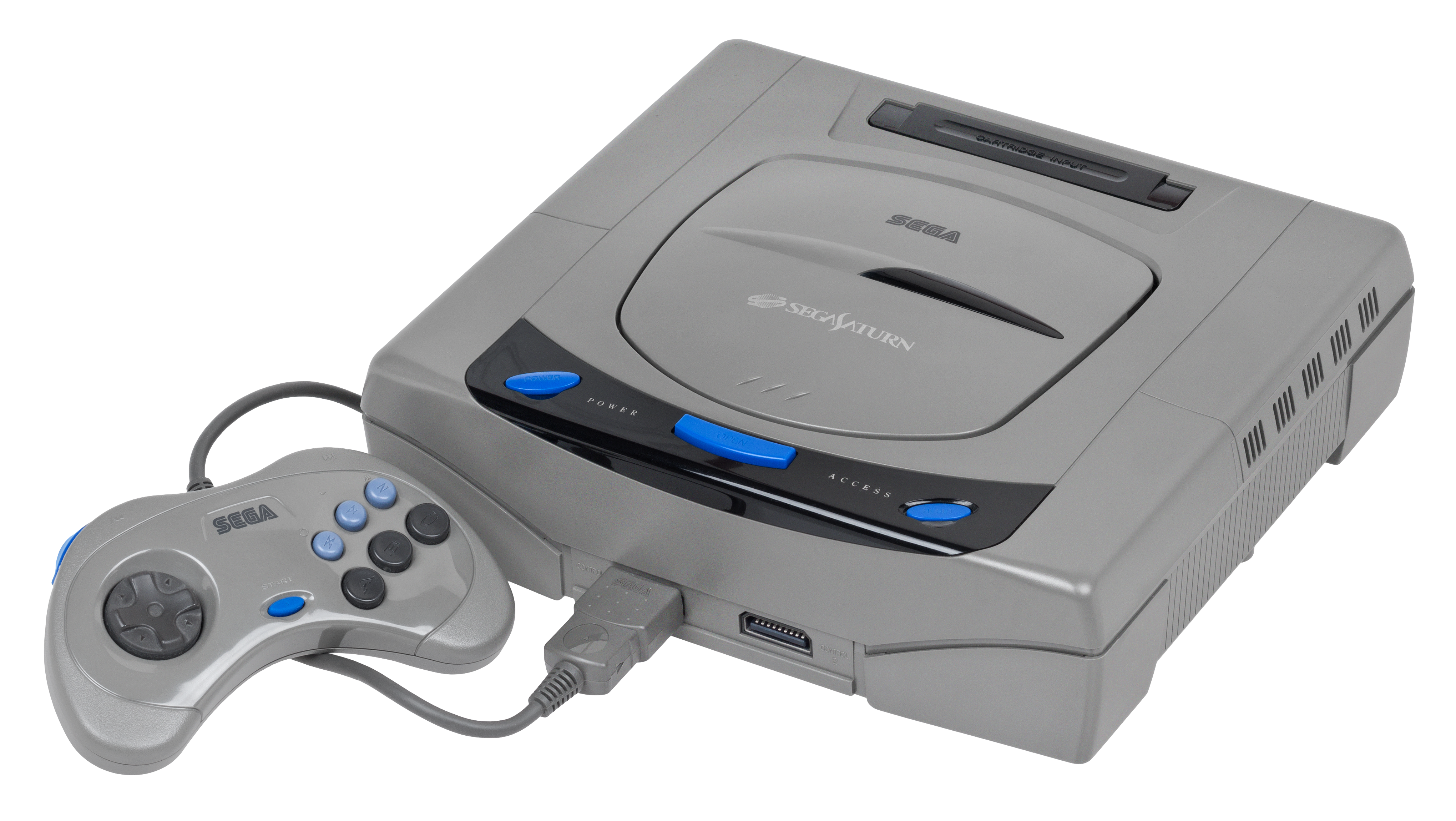
セガサターン（11月22日発売）

  - 茨城県勝田市と那珂湊市が合併しひたちなか市が発足。
  - 都営地下鉄の車内や駅のホームでAMラジオの聴取が可能となる。
- 11月2日 - 日本とパラオはに正式に国交を樹立[13]。
- 11月3日 - 横浜市鶴見区の京浜運河で茨城県つくば市在住の女性とその子供2人の遺体が発見される。
- 11月6日
  - ナリタブライアンが菊花賞を勝ち、シンボリルドルフ以来10年ぶり、日本競馬史上5頭目の三冠馬に。
  - 横浜市港北区・緑区の両区を、港北区・緑区・都筑区・青葉区の4区に再編。横浜市は現行の18区体制となる。
- 11月7日 - 城南信用金庫が懸賞金付き定期預金を発売。
- 11月22日 - セガ・エンタープライゼスが家庭用ゲーム機「セガサターン」を発売。
- 11月27日 - 愛知県西尾市在住の中学2年の男子生徒がいじめを苦に自殺。いじめ自殺問題がクローズアップされる。

### 12月
- 12月3日

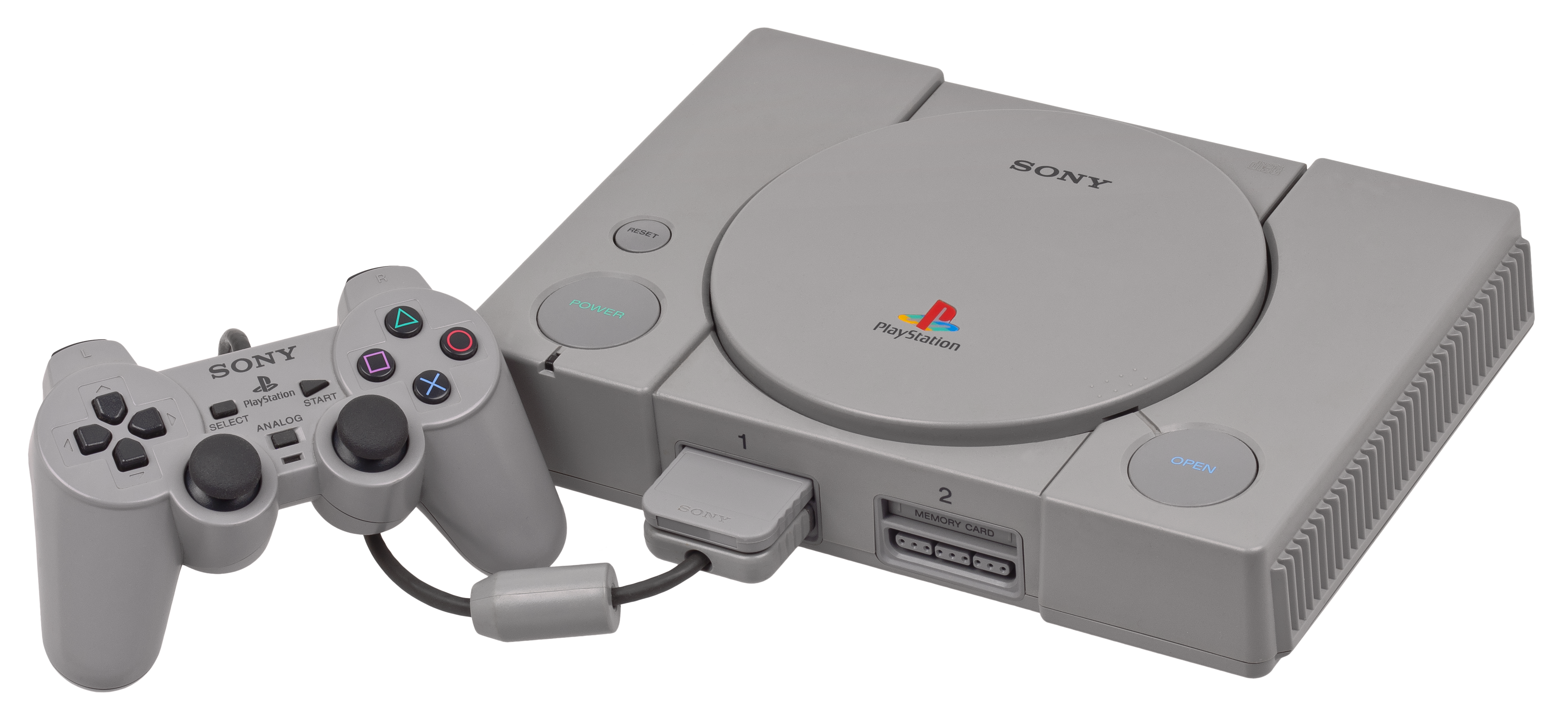
プレイステーション（12月3日発売）

  - ソニー・コンピュータエンタテインメント (SCEI) が家庭用ゲーム機「プレイステーション」を発売。
  - 福島県いわき市の中心駅である平駅（常磐線・磐越東線）が市名と同名のいわき駅に改称される。
  - 智頭急行智頭線が開業し、同線を経由し特急「スーパーはくと」「はくと」が運行開始。
- 12月4日 - WBC世界バンタム級王者薬師寺保栄と、WBC世界バンタム級暫定王者辰吉丈一郎の間で、日本人同士による初の統一王座決定戦が行われる。
- 12月10日 - 新生党、公明党などが合流し、新進党結成[6]。公明党は新進党参加の「公明新党」と地方政党の「公明」に分党。
- 12月16日 - カシオ計算機が「G-SHOCK」の女性版を発売。
- 12月19日 - 日産自動車がコンパクトRVの「ラシーン」を発売。
- 12月20日 - この日発売された週刊少年ジャンプ1995年新年3・4号合併号が最大発行部数653万部を達成。
- 12月20日 - 日本テレビ本社で女優・安達祐実宛てに届いた郵便物が爆発し、開封した関係者ら3人が重傷。
- 12月28日 - 三陸はるか沖地震発生[8]。
- 12月31日 - 1973年以来21年ぶりに出生数が大幅に増加。（微小増加を含めると1991年以来3年ぶり。）

## 天候・天災・観測等
- 冬（1993年12月 - 1994年2月）は並冬。冬型は長続きせず、東日本を中心に南岸低気圧による大雪があった。
- 2月12日 - 南岸低気圧の通過により関東から九州地方の広範囲で大雪。東京25年ぶり積雪23cm。
- 日本国内各地で1993年の記録的な冷夏から一転、記録的な猛暑となった。全国的に梅雨明けが早く、最高気温が39度を超える観測地点が続出し、全国3ヶ所のアメダスで最高気温40度を観測するなど、観測史上1位の猛暑となった。コメが豊作となった反面、空梅雨の影響により西日本各地で深刻な水不足となった（平成6年渇水）。この高温は9月以降も続き、この秋の気温も平年を上回った。
- 7月25日 - 台風7号が四国に上陸。
- 8月2日 - 3日 - 台風11号が青森県津軽半島に上陸。3日、台風に向かって吹き込んだ南風の影響で、東京では最高気温39.1度を観測した。
- 9月29日 - 台風26号が和歌山県に上陸。
- 10月4日 - 北海道東方沖地震。M8.1、釧路市で震度6を観測。
- 12月28日 - 三陸はるか沖地震発生。M7.6、八戸市で震度6を観測。

## 文化と芸術

### 流行

#### 流行語
- 新語・流行語大賞
本年の新語・流行語大賞より、トップテンが選出されている。
  - 大賞 - 「同情するならカネをくれ」（日本テレビ系テレビドラマ「家なき子」、安達祐実）、イチロー (効果) （オリックス・ブルーウェーブ選手・イチロー）、「すったもんだがありました」（タカラ「カンチューハイ」テレビCM、宮沢りえ）
  - トップテン - 価格破壊、ヤンママ、新・新党、『大往生』（永六輔著書）、「人にやさしい政治」、契約スチュワーデス、関空
  - 審査員特選造語賞 - ゴーマニズム（漫画家・小林よしのり）、就職氷河期（雑誌『就職ジャーナル』）

### 建築

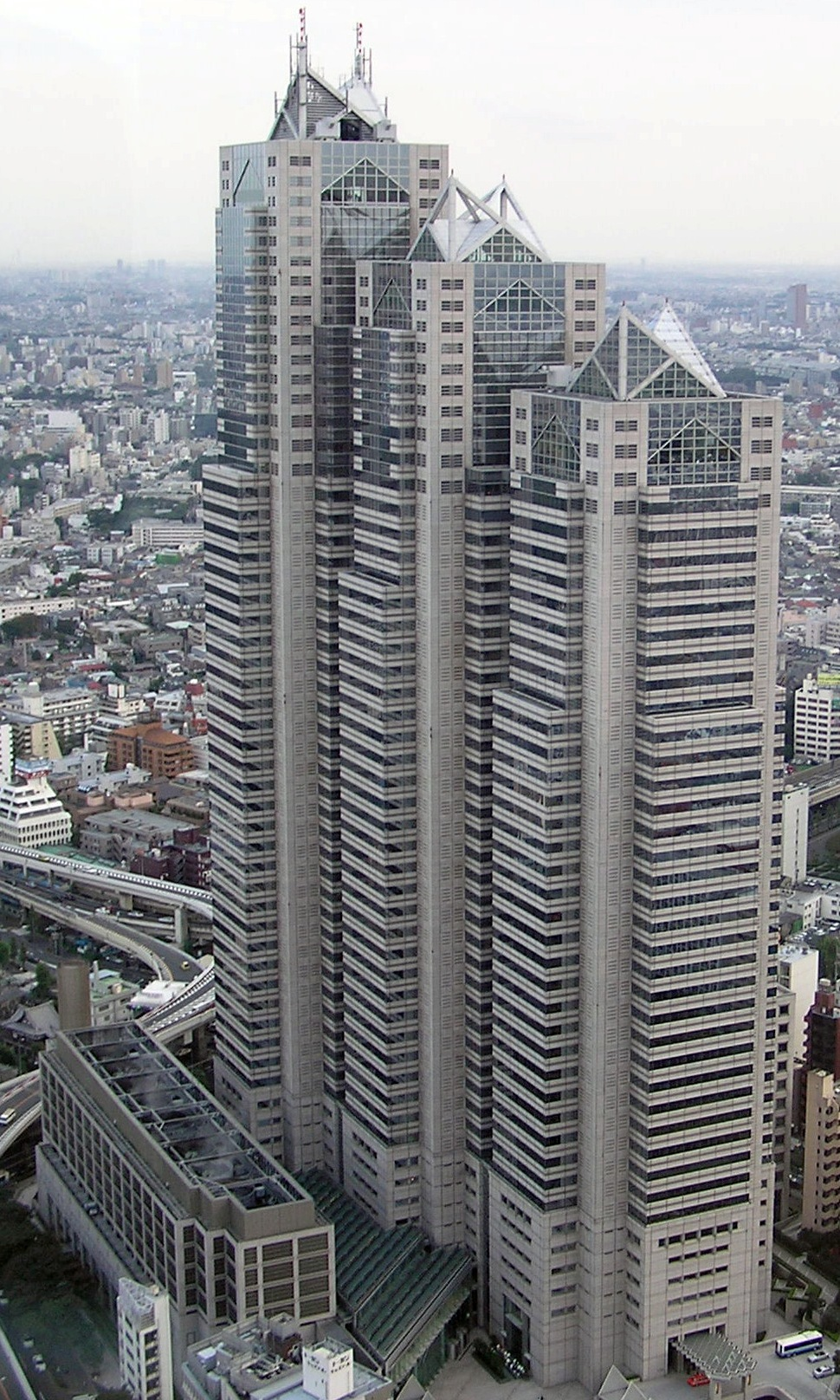
新宿パークタワー

竣工
- 4月25日 - 新宿パークタワー

解体

### 出版
ベストセラー
- 浜田幸一 『日本をダメにした九人の政治家』
- 永六輔 『大往生』
- 松本人志 『遺書』

#### 文学
- 芥川賞
  - 第111回（1994年上半期） - 笙野頼子 『タイムスリップ・コンビナート』
  - 第112回（1994年下半期） - 該当作品なし
- 直木賞
  - 第111回（1994年上半期） - 中村彰彦『二つの山河』、海老沢泰久『帰郷』
  - 第112回（1994年下半期） - 該当作品なし
- 江戸川乱歩賞
  - 第40回 - 中嶋博行『検察捜査』

#### 雑誌
- 『週刊少年ジャンプ』が653万部（12月発売の1995年3-4合併号）、『りぼん』が255万部に達するなど、漫画雑誌の発行部数がピークを迎える。

創刊
- ゼクシィ（結婚情報誌）

廃刊

### 音楽
- 1993年12月1日 - 広瀬香美「ロマンスの神様」。1994年間オリコン2位。
- 2月9日 - 中山美穂「ただ泣きたくなるの」
- 2月21日 - 藤谷美和子&大内義昭「愛が生まれた日」
- 3月9日 - スチャダラパー featuring 小沢健二「今夜はブギー・バック (smooth rap)」
- 3月24日 - 福山雅治「IT'S ONLY LOVE/SORRY BABY」
- 3月25日 - 米米CLUB「ア・ブラ・カダ・ブラ」
- 4月21日 - TMNがプロジェクト「終了」宣言。5月18日、19日東京ドームにてラストライブ。
- 4月21日 - JUDY AND MARY「DAYDREAM」
- 4月27日 - オリジナル・ラブ「朝日のあたる道」
- 5月11日 - TUBE「夏を抱きしめて」
- 5月14日 - 中島みゆき「空と君のあいだに」
- 5月25日 - GLAY「RAIN」でメジャーデビュー
- 6月1日 - 斉藤和義「歩いて帰ろう」。フジテレビ系子供番組『ポンキッキーズ』オープニングテーマ。
- 6月22日 - trf「BOY MEETS GIRL」
- 7月18日 - 今井美樹「Miss You」
- 7月21日 - 篠原涼子 with t.komuro「恋しさと せつなさと 心強さと」。ダブルミリオンヒット。
- 7月27日 - 松任谷由実「Hello,my friend」
- 8月21日 - EAST END×YURI「DA.YO.NE」
- 8月21日 - JUDY AND MARY「Hello! Orange Sunshine/RADIO」
- 8月31日 - 小沢健二「LIFE」。同アルバムに「愛し愛されて生きるのさ」、「ラブリー」収録。
- 9月9日 - SMAP、「がんばりましょう」でブレイク
- 9月21日 - TOKIOが「LOVE YOU ONLY」でデビュー。同年の第45回NHK紅白歌合戦に初出場。
- 9月21日 -  LUNA SEA、「True Blue」でブレイク
- 10月21日 - 奥田民生「愛のために」
- 10月21日 - シャ乱Q「シングルベッド」
- 10月24日 - 松任谷由実「春よ、来い」
- 10月26日 - スピッツ「スパイダー」
- 11月9日 - 田村直美「ゆずれない願い」
- 11月10日 - Mr.Children「Tomorrow never knows」。ダブルミリオンヒット。
- 12月31日 - 第36回日本レコード大賞 - 「innocent world」Mr.Children（6月1日発売）。1994年間オリコン1位。
- Dual Dream「Winter Kiss」「Let's GO」「そして冬が来る日に」

### 演劇
歌舞伎
宝塚歌劇団

### 映画
- 青空に一番近い場所
- 集団左遷
- 男はつらいよ 拝啓車寅次郎様
- 平成狸合戦ぽんぽこ
- ゴジラvsスペースゴジラ
- ヒーローインタビュー

### テレビ
テレビに関する話題
- この年に、日本テレビ (NTV) が、フジテレビ（CX）に代わって年間、及び年度視聴率3冠王を達成し、2003年まで10年間続いた。
- 4月1日、鹿児島讀賣テレビ（KYT、日本テレビ系）が開局。
- TBSの新社屋「ビッグハット」が完成。10月3日、現社屋から放送開始。

テレビドラマ
- 1月 - 3月 - TBS系ドラマ『もしも願いが叶うなら』
- 1月 - 3月 - フジ系ドラマ『夏子の酒』
- 1月 - 3月 - フジ系ドラマ『この世の果て』
- 1月 - 3月 - ANB系ドラマ『南くんの恋人』
- 1月 - 2月、5月 - 6月 ABC系ドラマ『お姉さんの朝帰り』
- 4月 - 9月 - NHK連続テレビ小説『ぴあの』
- 4月 - 12月 - NHK大河ドラマ『花の乱』
- 4月 - 7月 - NTV系ドラマ『家なき子』
- 4月 - 6月 - TBS系ドラマ『長男の嫁』
- 4月 - 6月 - フジ系ドラマ『警部補 古畑任三郎』
- 4月 - 9月 - フジ系ドラマ『17才-at seventeen-』
- 7月 - 9月 - フジ系ドラマ『お金がない!』
- 7月 - 9月 - TBS系ドラマ『人間・失格〜たとえばぼくが死んだら』
- 10月 - 翌年9月 - NHK連続テレビ小説『春よ、来い』
- 10月 - 12月 - フジ系ドラマ『妹よ』
- 10月 - 12月 - フジ系ドラマ『若者のすべて』
- 10月 - 12月 - フジ系ドラマ『29歳のクリスマス』
- 12月10日 - NHK総合ドラマ『妻よ』

バラエティなど諸分野
- 1月 - 『たかじん胸いっぱい』（関西テレビ）放送開始。
- 3月 
  - 『お笑いマンガ道場』（中京テレビ系）放送終了。
  - 『EXテレビ』（日本テレビ・読売テレビ系）終了。
  - 『コボちゃん』（読売テレビ・日本テレビ系）終了。更に『まんが日本昔ばなし（第2期）』（毎日放送・TBS系）がローカルセールス枠に降格（関東地区では土曜7:00）になり、日本テレビとTBSの19時枠からアニメがなくなる。ただし日本テレビは、10月より『魔法騎士レイアース』が開始し、アニメ再開。
- 3月31日 - 『木曜スペシャル』（日本テレビ系）が終了。最後の番組は「今夜復活!!紅白歌のベストテン」。
- 4月6日 -『目撃!ドキュン』（テレビ朝日）放送開始。（2002年6月に終了）
- 4月11日 - 『関口宏の東京フレンドパークII』（TBS系）放送開始（2011年3月に終了し、放送終了後は不定期のスペシャルとして放映）
- 4月14日 - 『マジカル頭脳パワー!!』（日本テレビ系）が土曜から木曜へ移動。開始時間も7時54分からと早くなる。
- 4月14日 - 9月22日 - 『ラスタとんねるず'94』（フジテレビ系）
- 4月19日 - 『開運!なんでも鑑定団』（テレビ東京系）放送開始。（※現在も放送中）
- 5月1日 - 『投稿!特ホウ王国』（日本テレビ系）放送開始。
- 7月24日 - 25日 - 『FNS総力スペシャル1億2500万人の平成夏休みバラエティー』（フジテレビ系）
- 9月15日 - 『クイズ!年の差なんて』（フジテレビ系）放送終了
- その他の開始番組 
  - この年、『ジャングルTV タモリの法則』（MBS系、4月12日 - 2002年9月）『タモリのSUPERボキャブラ天国』（フジテレビ系、4月13日 - 1996年10月）『タモリのギャップ丼』（テレビ東京系、9月17日 - 12月17日）と、タモリの冠番組が3本も開始された（『ギャップ丼』のみ年内で打ち切られた）。
  - 4月『どんまい!! VARIETYSHOW&SPORTS』（日本テレビ・読売テレビ系）
  - 4月16日 『恋のから騒ぎ』（日本テレビ  - 2011年3月25日）
  - 7月3日 - 『おしゃれカンケイ』（日本テレビ系）放送開始（2005年3月に終了）
  - 10月『まっ昼ま王!!』（テレビ朝日、 - 1995年3月）『嗚呼!バラ色の珍生!!』（日本テレビ系、 - 2001年3月）『ケンカの花道』（フジテレビ、 - 1995年9月）
- その他の終了番組 - 『今夜は!好奇心』（フジテレビ）

音楽
- 3月23日 - 『MJ -MUSIC JOURNAL-』（フジテレビ系）が終了、『ザ・ヒットパレード』以来35年続いたフジテレビにおける生放送歌謡番組が消滅。
- 7月1日 - 『SONY MUSIC TV』（TVKテレビほか）が放送終了
- 10月17日 - 『HEY!HEY!HEY! MUSIC CHAMP』（フジテレビ系）放送開始。（※2012年終了）

報道・情報
- 4月1日 
  - 『めざましテレビ』（フジテレビ系）放送開始。（※現在も放送中）
  - 『ニュースJAPAN』（フジテレビ系）放送開始。（2015年3月27日放送終了）
- 4月10日 - 『週刊こどもニュース』（NHK総合）が放送開始。
- 4月26日 - 中華航空機墜落事故により、NHKはじめ各局、この日の夜9時過ぎから翌朝まで緊急報道体制。
- 9月 - 『タイムアングル』（フジテレビ系）終了、『3時のあなた』以来26年半にわたる昼ワイドショー枠に幕。
- 12月30日 - 31日 - 『関口宏の報道30時間テレビ』（TBS系）

スポーツ
- 3月31日 - 『プロ野球ニュース』（フジテレビ系）が番組単体での放送をいったん終了（4月開始の「ニュースJAPAN」（平日）および「スポーツWAVE」（土・日曜）へ内包）。
- 5月1日 - F1ドライバー、アイルトン・セナが事故死。当時、フジテレビでサンマリノGPを中継放送しており、三宅正治、解説の今宮純らが現地で号泣しながらセナの死を伝えた。また、2日深夜には、古舘伊知郎司会による緊急追悼特番が放送された。
- 10月8日 - セ・リーグ優勝決定戦『中日VS巨人』最終戦（ナゴヤ球場、いわゆる10.8決戦）を東海テレビ・フジテレビ系で中継、48.8%（関東地区、ビデオリサーチ調べ）の高視聴率を記録。

#### 特撮
- 1月30日 - 1995年1月『ブルースワット』（テレビ朝日系、全50話）
- 2月18日 - 1995年2月『忍者戦隊カクレンジャー』（テレビ朝日系、全53話）

#### コマーシャル
| キャッチフレーズなど                      | 商品名など                          | メーカーなど | 出演者                                 | 音楽                          |
| ----------------------------------------- | ----------------------------------- | ------------ | -------------------------------------- | ----------------------------- |
| すったもんだがありました                  | TaKaRaCANチューハイすりおろしりんご | 宝酒造       | 宮沢りえ                               | -                             |
| 課長島耕作、ムーバを使う。                | mova                                | NTT DoCoMo   | 宅麻伸                                 | -                             |
| virginからはじめよう                      | 年間キャンペーン                    | 日本テレビ   | -                                      | -                             |
| ♪ドンタコスったら、ドンタコス             | ドンタコス                          | 湖池屋       | -                                      | 佐藤雅彦                      |
| ♪それがあなたのいいところ                 | サントリー生ビール ダイナミック     | サントリー   | 赤井英和・山口智子                     | 山口智子                      |
| ♪あ、せーのっ、シーシーレモン（イェイ!）  | C.C.レモン                          | サントリー   | DJ TARO（ナレーション）                | じんましんや 水前寺清子（歌） |
| キレ味、ダイゴ味                          | キリンラガービール                  | キリンビール | ハリソン・フォード、菊池桃子、伊東四朗 | -                             |
| （こんなサイズだから）○○と間違えちゃった! | 撮りっきりコニカもっとMINI          | コニカ       | 西田ひかる                             | -                             |
| みてるだけ〜                              | 通販カタログ                        | ニッセン     | 石田えり・田嶋陽子 他                  | -                             |
| アルシンドになっちゃうよ〜                | ヘアプラス                          | アデランス   | アルシンド                             | -                             |
| 日本人なら、お茶づけだろうが!             | お茶づけ海苔                        | 永谷園       | ラモス瑠偉                             | -                             |
| スカイナーで早く良くなれ                  | スカイナー                          | エーザイ     | 田村正和                               | -                             |

### アニメ
アニメーション映画
- 3月12日 - 『ドラえもん のび太と夢幻三剣士』（監督：芝山努）
- 4月23日 - 『クレヨンしんちゃん ブリブリ王国の秘宝』（監督：本郷みつる）
- 7月16日 - 『平成狸合戦ぽんぽこ』（監督：高畑勲）
- 8月6日 - 『ストリートファイターII MOVIE』（監督：杉井ギサブロー）

テレビアニメ
- 1月7日 - 『赤ずきんチャチャ』放映開始
- 1月16日 - 『七つの海のティコ』放映開始
- 2月5日 - 『勇者警察ジェイデッカー』放映開始
- 3月13日 - 『ママレード・ボーイ』放映開始。
- 3月19日 - 『美少女戦士セーラームーンS』放映開始。セーラームーンシリーズ3作目。
- 3月19日 - 『まんが日本昔ばなし』がゴールデンタイムから撤退、土曜朝枠へ移動。
- 4月1日 - 『機動武闘伝Gガンダム』放映開始
- 4月2日 - 『モンタナ・ジョーンズ』放映開始
- 4月3日 - 『うちのタマ知りませんか』放映開始
- 4月4日 - 『カラオケ戦士マイク次郎』、『ジーンダイバー』（『天才てれびくん』内で放映、バーチャル3部作2作目）、『ゴールFH』、『サッカーフィーバー』、『プチプチ・アニメ』放映開始
- 4月5日 - 『覇王大系リューナイト』、『レッドバロン』、『超くせになりそう』放映開始
- 4月6日 - 『あそぼう!ハローキティ』、『とっても!ラッキーマン』、『白雪姫の伝説』放映開始
- 4月7日 - 『おまかせスクラッパーズ』、『ガジェット警部』放映開始
- 4月8日 - 『銀河戦国群雄伝ライ』放映開始
- 4月9日 - 『ヤマトタケル』放映開始
- 7月8日 - 『メタルファイターMIKU』放映開始
- 8月15日 - 『学校のコワイうわさ 花子さんがきた!!』放映開始（『Super Kids Zone ポンキッキーズ』内で放映）
- 9月3日 - 『とんでぶーりん』放映開始
- 9月26日 - 『ハックルベリー・フィン物語』放映開始
- 10月2日 - 『マクロス7』放映開始
- 10月3日 - 『忍たま乱太郎（第2シリーズ〜）』放映開始。NHK教育の10分枠番組として再出発。
- 10月5日 - 『ブルーシード』放映開始
- 10月6日 - 『ピンクパンサー』放映開始
- 10月7日 - 『真拳伝説タイトロード』、『D・N・A² 〜何処かで失くしたあいつのアイツ〜』放映開始
- 10月13日 - 『魔法陣グルグル』第一期放映開始
- 10月17日 - 『魔法騎士レイアース』第一部放映開始
- 10月21日 - 『キャプテン翼J』放映開始

OVA

### ゲーム

#### コンピューターゲーム

##### テレビゲーム
次世代機発売ラッシュ
日本のテレビゲーム市場では、「セガサターン」（SS）や「プレイステーション」（PS）の発売を中心として次世代ゲーム機戦争が勃発した。
- 3月20日 - 松下電器が「3DOREAL (FZ-1)」発売
- 9月9日 - SNKが「ネオジオCD」発売
- 11月22日 - セガが「セガサターン」発売
- 12月3日 - ソニー・コンピュータエンタテインメントが「プレイステーション」発売
- 12月3日 - セガが「スーパー32X」（32bitゲーム機化できるメガドライブ用の周辺機器）発売
- 12月23日 - NECホームエレクトロニクスが「PC-FX」発売

主なゲームソフト
- 1月21日 - 『ファイアーエムブレム 紋章の謎』（SFC, 任天堂）発売
- 3月11日 - 『実況パワフルプロ野球'94』（SFC, コナミ）発売
- 3月18日 - 『バーチャレーシング』（MD, セガ）発売（※12月に32X版発売）
- 3月19日 - 『スーパーメトロイド』（SFC, 任天堂）発売
- 4月1日 - 『モンスターワールドIV』（MD, セガ）発売
- 4月1日 - 『ぽっぷるメイル』（メガCD, 日本ファルコム）発売
- 4月2日 - 『ファイナルファンタジーVI』（SFC, スクウェア）発売
- 4月23日 - 『ヘブンリーシンフォニー』（メガCD, セガ）発売
- 4月28日 - 『スーパーボンバーマン2』（SFC, ハドソン）発売
- 5月27日 - 『ソニック・ザ・ヘッジホッグ3』（MD, セガ）発売
- 5月27日 - 『ときめきメモリアル』（PCE, コナミ）発売
- 6月3日 - 『モータルコンバット完全版』（MD, アクレイムジャパン）発売
- 6月14日 - 任天堂が「スーパーゲームボーイ」（スーパーファミコン用の周辺機器）発売
- 6月25日 - 『スーパーストリートファイターII』（SFC, カプコン）発売
- 7月22日 - 『シャイニングフォースCD』（メガCD, セガ）発売
- 7月22日 - 『パルスマン』（MD, セガ）発売
- 8月27日 - 『MOTHER2 ギーグの逆襲』（SFC, 任天堂）発売
- 10月10日 - 『DOOM II: Hell on Earth』（PC, アクティビジョン）発売
- 10月18日 - 『ソニック&ナックルズ』（MD, セガ）発売
- 10月21日 - 『ロックマンメガワールド』（MD, カプコン）発売
- 10月28日 - 『スターブレード』（メガCD, ナムコ）発売
- 10月28日 - 『真・女神転生if...』（SFC, アトラス）発売
- 11月22日 - 『バーチャファイター』（SS, セガ）発売
- 11月25日 - 『かまいたちの夜』（SFC, チュンソフト）発売
- 11月26日 - 『スーパードンキーコング』（SFC, 任天堂）発売
- 12月2日 - 『ぷよぷよ通』（MD, コンパイル）発売
- 12月3日 - 『リッジレーサー』（PS, ナムコ）
- 12月16日 - 『ロックマンX2』（SFC, カプコン）発売
- 12月22日 - 『ルナ エターナルブルー』（メガCD, ゲームアーツ）発売

##### 携帯型ゲーム
主なゲームソフト
- 1月21日 - 『スーパーマリオランド3 ワリオランド』（GB, 任天堂）発売
- 7月22日 - 『ロックマンワールド5』（GB, カプコン）発売
- 11月11日 - 『ソニック&テイルス2』（GG, セガ）発売

##### アーケードゲーム
- ぷよぷよ - 「ゲームマシン」誌 94年年間ベストヒットゲームズ25 ＴＶゲーム機ソフトウェア部門 第一位[14]
- リッジレーサー（DX） - 「ゲームマシン」誌 94年年間ベストヒットゲームズ25 完成品タイプのＴＶゲーム機 第一位[14]
- リーサル・ウェポン3（英語版） - 「ゲームマシン」誌 94年年間ベストヒットゲームズ25 フリッパー分野 第一位[14]
- 余命検索サービス X-DAY - 「ゲームマシン」誌 94年年間ベストヒットゲームズ25 その他アーケードゲーム機 第一位[14]

- 8月25日- アーケード『THE KING OF FIGHTERS'94』（MVS, SNK）稼働（※家庭用移植：10月にネオジオ版、11月にネオジオCD版発売）

### 自動車
- 1月、三菱・ランサーエボリューションII発売。
- 5月12日、力強い駆動力が特徴の三菱・デリカスペースギアデビュー。日本初のフロントエンジンレイアウトのワンボックス車。
- 10月20日、ホンダ・オデッセイデビュー。ミニバンブームの火付け役として大人気の車種であるのと同時にホンダの景気回復に貢献し、同年のRJC・カー・オブ・ザ・イヤーを受賞した（現行型は5代目）。
- 10月三菱FTO発売。日本初のマニュアルモード付AT (INVECS-II) 搭載、そして'94-'95日本カー・オブ・ザ・イヤーを受賞。

## スポーツ

### 総合競技大会
- 第49回国民体育大会（わかしゃち国体）

#### 冬季オリンピック・パラリンピック
冬季オリンピック・パラリンピックがノルウェーのリレハンメルで開催された。日本からも多数のアスリートが出場している。なお、今大会は前回の大会（1992年）から2年ぶりでの開催となった。
- 第17回冬季オリンピック（リレハンメル）

- 男子のノルディック複合団体で日本が金メダル獲得（2連覇）。
- 第6回冬季パラリンピック（リレハンメル）

### 各競技

#### 野球
プロ野球
- セ・リーグ優勝 - 読売ジャイアンツ（最終戦で中日との10.8決戦に勝利して優勝を決める）
- パ・リーグ優勝 - 西武ライオンズ（パ・リーグ5連覇達成）
- 日本シリーズ優勝 - 読売ジャイアンツ（4勝2敗）

高校野球
- 第66回選抜高等学校野球大会優勝 - 智弁和歌山高校（和歌山県）
- 第76回全国高等学校野球選手権大会優勝 - 佐賀商業（佐賀県）

#### サッカー
Jリーグ
- 1stステージ優勝 - サンフレッチェ広島
- 2ndステージ優勝 - ヴェルディ川崎
- チャンピオンシップ年間優勝 - ヴェルディ川崎
- ナビスコカップ優勝 - ヴェルディ川崎

天皇杯全日本サッカー選手権大会
- 優勝 - ベルマーレ平塚 （現：湘南ベルマーレ）

FIFAワールドカップ・アメリカ大会
- 優勝国：ブラジル

#### 相撲
大相撲（幕内最高優勝）
- 初場所 貴ノ花光司
- 春場所 曙太郎
- 夏場所 貴ノ花光司
- 名古屋場所 武蔵丸光洋
- 秋場所 貴ノ花光司
- 九州場所 貴乃花光司

#### プロレス
- プロレス大賞MVP 橋本真也（新日本プロレス）
- G1クライマックス優勝 蝶野正洋（3回目）
- 世界最強タッグ決定リーグ戦優勝 三沢光晴&小橋健太組「超世代軍」

#### モータースポーツ
- 全日本F3000選手権 マルコ・アピチェラ
- 全日本F3選手権 ミハエル・クルム
- 全日本GT選手権 影山正彦
- 全日本ツーリングカー選手権 関谷正徳

#### マラソン
- ロッテルダムマラソンで朝比奈三代子が優勝

#### 競馬
- ナリタブライアンが10年ぶり史上5頭目となる三冠達成、またその年の有馬記念も制す。

## 誕生
誕生した事に特筆性のある人物等（世襲制の跡継ぎ、絶滅寸前の生物の誕生、等）を記載しています。それ以外については、Category:1994年生を参照してください。

### 1月
- 1月3日 - 吹田祐実、ファッションモデル
- 1月4日 - 神田聖司、俳優
- 1月5日 - 岡田怜志、俳優
- 1月6日 - 乙坂智、プロ野球選手
- 1月6日 - 松田リマ、俳優
- 1月7日 - 飯田のえる、俳優
- 1月7日 - 井口和朋、プロ野球選手
- 1月7日 - 浅野里香、NHKアナウンサー
- 1月7日 - 歩乃華、YouTuber、歌手
- 1月9日 - 子安光樹、声優
- 1月12日 - 早川史哉、サッカー選手
- 1月13日 - 中山優馬、俳優、歌手、元NYC (アイドルグループ)
- 1月14日 - 栞菜智世、歌手
- 1月15日 - 小林大誠、元プロ野球選手
- 1月16日 - 竹田美沙紀、ファッションモデル
- 1月16日 - 紺野ひかる、AV女優
- 1月16日 - 真奈、ジュニアアイドル
- 1月16日 - 井上ひかり、歌手、声優
- 1月17日 - 上田麗奈[15]、声優
- 1月18日 - 真理奈、タレント、モデル、アイドル（元シンデレラマジックEAST）
- 1月18日 - 高橋周平、プロ野球選手
- 1月18日 - 矢島慎也、サッカー選手
- 1月19日 - 小薗江愛理、女優
- 1月20日 - 藤沢玲花、女優
- 1月20日 - 神崎美優、女優、モデル
- 1月20日 - 鷲尾伶菜、ボーカル兼パフォーマー、ファッションモデル（Flower、E-girlsメンバー、元『LARME』専属モデル）
- 1月22日 - えなこ、コスプレイヤー
- 1月23日 - 篠舞衣、女優
- 1月23日 - ゆめまる、YouTuber（東海オンエア）
- 1月24日 - 樽味萌花、女優
- 1月24日 - 樫澤優太、俳優
- 1月25日 - 天野花、シンガーソングライター
- 1月25日 - 森内寛樹、ミュージシャン（MY FIRST STORY）
- 1月25日 - 北方悠誠、プロ野球選手
- 1月27日 - 野村涼乃、女優
- 1月29日 - 佐倉綾音、声優
- 1月30日 - いなせあおい、声優
- 1月30日 - 佐藤頼子、ファッションモデル
- 1月30日 - 大筋由里桂、元タレント、元キャスター
- 1月31日 - 森川茉莉、グラビアアイドル

### 2月
- 2月1日 - 藤江れいな、元AKB48、元NMB48
- 2月1日 - ショーゴ、お笑いタレント（東京ホテイソン）
- 2月1日 - トミタ栞、タレント
- 2月1日 - 中田みのり、ファッションモデル
- 2月1日 - 成田緑夢、パラアスリート（スノーボード選手）
- 2月1日 - 吉沢亮、俳優
- 2月4日 - 伊倉愛美、タレント、女優、元ももいろクローバー
- 2月4日 - 川又智菜美、フリーアナウンサー、元タレント、元女優
- 2月4日 - あいなぷぅ、お笑いタレント（パーパー）
- 2月5日 - 中島早貴、元℃-ute
- 2月5日 - 小宮有紗、女優、声優
- 2月6日 - 日南響子、ファッションモデル
- 2月6日 - 咲月りこ、AV女優
- 2月6日 - 上沢直之、プロ野球選手
- 2月8日 - 松田遼馬、プロ野球選手
- 2月8日 - 高山一実、タレント、小説家、元乃木坂46
- 2月9日 - 桃乃誉、AV女優
- 2月9日 - 大山桃子、ファッションモデル
- 2月9日 - 宮坂亜里沙、ファッションモデル
- 2月10日 - 中村加弥乃、女優、元AKB48
- 2月11日 - 鈴木武蔵、サッカー選手
- 2月12日 - 市川美織、元AKB48、元NMB48
- 2月12日 - 薄井千織、女優
- 2月14日 - 土屋巴瑞季、ファッションモデル
- 2月14日 - 田原可南子、グラビアアイドル
- 2月14日 - 茂木栄五郎、プロ野球選手
- 2月15日 - 渡邉ひかる、アイドル
- 2月16日 - 吉田侑樹、プロ野球選手
- 2月17日 - 鈴木紫帆里、元AKB48
- 2月17日 - 穂積絵莉、プロテニス選手
- 2月19日 - 岡田紗佳、ファッションモデル
- 2月19日 - 降幡愛、声優
- 2月21日 - あべみかこ、AV女優
- 2月21日 - 宮崎理奈、元SUPER☆GiRLS
- 2月21日 - 横山雄哉、プロ野球選手
- 2月22日 - 高野麻里佳、声優
- 2月24日 - 中川皓太、プロ野球選手
- 2月25日 - 南のりか、AV女優
- 2月26日 - 張奕、プロ野球選手
- 2月27日 - 高橋李依[16]、声優
- 2月27日 - ハナエ、歌手
- 2月27日 - 竹内星菜、モデル、グラビアアイドル
- 2月28日 - 鈴木隆雅、サッカー選手

### 3月
- 3月1日 - 大野真緒、女優
- 3月1日 - 赤楚衛二、俳優、モデル
- 3月1日 - RION、AV女優
- 3月1日 - 音無さやか、AV女優
- 3月1日 - 朝乃山英樹、大相撲力士
- 3月1日 - 美波わかな、声優
- 3月2日 - 宮内龍汰、サッカー選手
- 3月2日 - サイード横田仁奈、新体操選手
- 3月2日 - 岡本菜摘、歌手
- 3月3日 - 川島海荷、女優、元9nine
- 3月3日 - 猶本光、サッカー選手
- 3月3日 - 葉月可恋、AV女優
- 3月3日 - 八代弥、棋士
- 3月4日 - 沼田拓巳、野球選手
- 3月6日 - 筧美和子、女優、グラビアアイドル
- 3月7日 - 海老名航一、俳優
- 3月7日 - きみの歩美、AV女優
- 3月7日 - 倉多まお、AV女優
- 3月7日 - 湯山せいか、アイスホッケー選手
- 3月7日 - 榊原梨奈、元女子プロ野球選手
- 3月8日 - 稲森克尚、サッカー選手
- 3月8日 - 髙地優吾、アイドル (SixTONES)
- 3月10日 - 永尾まりや、元AKB48
- 3月10日 - 栗原小春、タレント、女優
- 3月10日 - 川本まゆ、タレント
- 3月10日 - 奥山かずさ、モデル、女優
- 3月10日 - トリンドル瑠奈、ファッションモデル
- 3月11日 - 榊原春奈、ボート選手
- 3月11日 - 荒篤山太郎
- 3月12日 - 田中莉香子、タレント、女優
- 3月12日 - 塩ノ谷早耶香、歌手
- 3月13日 - 中島健人、俳優、Sexy Zone
- 3月14日 - 茜あずさ、グラビア、AV女優
- 3月15日 - 今村信貴、プロ野球選手
- 3月15日 - iri、シンガーソングライター
- 3月15日 - 富永苺、AV女優
- 3月15日 - 坂東瑞紀、元女子プロ野球選手
- 3月16日 - 鈴木真夕、グラビア、AV女優
- 3月17日 - 冨手麻妙、女優、元AKB48
- 3月20日 - 吉川あいみ、AV女優
- 3月21日 - 浅倉領花、AV女優
- 3月21日 - 森杏奈、元AKB48
- 3月22日 - 白又敦、タレント、俳優
- 3月22日 - 田辺修斗、俳優
- 3月23日 - 塚田詩織、AV女優
- 3月23日 - 川口翔平、元俳優
- 3月24日 - 齋藤湧希、NHKアナウンサー
- 3月26日 - 渡辺麻友、元女優、元AKB48
- 3月27日 - なつめ愛莉、AV女優
- 3月27日 - 板山祐太郎、プロ野球選手
- 3月28日 - 中島広稀、俳優
- 3月28日 - 井澤巧麻、俳優
- 3月29日 - 上原健太、プロ野球選手
- 3月30日 - 島崎遥香、女優、元AKB48

### 4月
- 4月1日 - Emma、ファッションモデル
- 4月2日 - 宮崎由加、タレント、元Juice=Juice
- 4月3日 - 海老原優香、フジテレビアナウンサー
- 4月4日 - 黒田瑞貴、ファッションモデル
- 4月4日 - 三谷紬、テレビ朝日アナウンサー
- 4月4日 - 菅谷梨沙子、Berryz工房
- 4月4日 - 金森健志、サッカー選手
- 4月4日 - 西川俊介、俳優
- 4月4日 - 北本亘、プロ野球選手
- 4月4日 - カンタ、YouTuber（水溜りボンド）
- 4月5日 - 松本愛、ファッションモデル
- 4月5日 - 御舟みこと、AV女優
- 4月5日 - 大滝勇佑、プロ野球選手
- 4月5日 - 菅原秀、プロ野球選手
- 4月6日 - 水樹心春、AV女優
- 4月6日 - 根岸紗里、女優
- 4月7日 - 木下勲、バスケットボール選手
- 4月8日 - 小越勇輝、俳優、モデル
- 4月8日 - 林美桜、テレビ朝日アナウンサー
- 4月10日 - 尾崎里紗、テニス選手
- 4月11日 - 小笠原茉由、元NMB48、元AKB48
- 4月11日 - 松田尚樹、俳優
- 4月12日 - 鈴木愛理、元℃-ute、歌手、ファッションモデル
- 4月12日 - 岸翔真、俳優
- 4月12日 - 藤浪晋太郎、プロ野球選手
- 4月13日 - エリー、元タレント、元女優
- 4月13日 - 秋月三佳、女優
- 4月13日 - 中原真吾、NHKアナウンサー
- 4月15日 - 下妻貴寛、プロ野球選手
- 4月15日 - 星知弥、プロ野球選手
- 4月16日 - 夏目花実、タレント、グラビアアイドル
- 4月16日 - 堀本昂弥、俳優
- 4月16日 - 松岡ちな、元AV女優
- 4月18日 - 武田健吾、プロ野球選手
- 4月18日 - 相川春香、女流棋士
- 4月19日 - 尾島知佳、タレント、アイドル（元アイドリング!!!26号）、Girl〈s〉ACTRY
- 4月19日 - 小林ひかる、アイドル（PINK CRES.）、モデル
- 4月19日 - 柳ゆり菜、グラビアアイドル
- 4月20日 - 天羽尚吾、俳優
- 4月20日 - 鈴原エミリ、AV女優
- 4月20日 - 京田陽太、プロ野球選手
- 4月21日 - 朝日奈央、元アイドリング!!!、タレント、バラエティーアイドル
- 4月22日 - 柳裕也、プロ野球選手
- 4月22日 - 加賀美翔、サッカー選手
- 4月24日 - 森下翔梧、俳優
- 4月24日 - 辻空、プロ野球選手
- 4月24日 - 宮沢氷魚、モデル、タレント、俳優
- 4月25日 - 山崎紘菜、女優
- 4月25日 - 水戸龍聖之、大相撲力士
- 4月26日 - 伊藤優衣、タレント
- 4月26日 - 内藤実穂、ソフトボール選手
- 4月27日 - 澤田圭佑、プロ野球選手
- 4月27日 - 後呂有紗、日本テレビアナウンサー
- 4月27日 - 米倉強太、映像作家、元「MEN'S NON-NO」専属モデル。
- 4月28日 - 内野喜春、俳優
- 4月28日 - 長坂拳弥、プロ野球選手
- 4月30日 - 宮平佳奈、ファッションモデル

### 5月
- 5月2日 - 森山恵佑、プロ野球選手
- 5月2日 - 秋山雄飛、陸上競技選手
- 5月4日 - 伊藤沙莉、女優
- 5月4日 - 真砂勇介、プロ野球選手
- 5月4日 - 阿炎政虎、大相撲力士
- 5月6日 - 石井一成、プロ野球選手
- 5月7日 - 工藤あやの、演歌歌手
- 5月10日 - 伊藤有希、スキージャンプ選手
- 5月10日 - 増澤璃凜子、モデル
- 5月10日 - 三島勇太、サッカー選手
- 5月10日 - 瀧山あかね、タレント、元NMB48
- 5月11日 - 高橋大樹、プロ野球選手
- 5月12日 - 宮本エリアナ、ミスコンテスト出場者
- 5月12日 - 鶴田圭祐、プロ野球選手
- 5月13日 - 田村龍弘、プロ野球選手
- 5月14日 - 福永春吾、プロ野球選手
- 5月16日 - 桜井玲香、女優、ファッションモデル、元乃木坂46
- 5月16日 - 伊沢拓司、クイズプレイヤー、タレント
- 5月17日 - 溝脇隼人、プロ野球選手
- 5月17日 - 小暮大器、サッカー選手
- 5月17日 - アンゴラ村長、お笑いタレント、にゃんこスター（ボケ担当）
- 5月18日 - 桜木優希音、AV女優
- 5月18日 - 結城モエ、女優、モデル
- 5月19日 - 永島聖羅、タレント、元乃木坂46
- 5月19日 - 長瀬あおい、AV女優
- 5月22日 - 髙木美帆、スピードスケート選手
- 5月22日 - 山手栞、AV女優
- 5月22日 - 田川賢吾、プロ野球選手
- 5月23日 - 聖菜、プロレスラー、元アイスリボン所属
- 5月23日 - ぷす、ボカロP、歌手、ギタリスト（ツユ）
- 5月24日 - 川口尚紀、サッカー選手
- 5月24日 - 瀬戸大也、競泳選手
- 5月24日 - 梅宮彩乃、AV女優
- 5月25日 - 一木有海、タレント、女優
- 5月25日 - 西野七瀬、元乃木坂46、ファッションモデル、女優
- 5月26日 - 礒部花凜、声優、女優
- 5月26日 - 山田真子、プロボクサー
- 5月26日 - 美間優槻、プロ野球選手
- 5月28日 - 北乃ちか、AV女優
- 5月29日 - 林家たま平、落語家
- 5月30日 - 小野泰己、プロ野球選手
- 5月31日 - 吉川いと、AV女優
- 5月31日 - 畠世周、プロ野球選手

### 6月
- 6月1日 - 輝大士、大相撲力士
- 6月1日 - 桂二豆、落語家
- 6月1日 - 水野滉也、元プロ野球選手
- 6月1日 - 植万由香、YBSアナウンサー
- 6月3日 - 篠田みなみ、声優
- 6月3日 - ザカオ、YouTuber、フィッシャーズのメンバー
- 6月4日 - 小林千晃、声優
- 6月4日 - 岸野里香、元NMB48、元Over The Top
- 6月5日 - 一色恭志、陸上競技選手
- 6月6日 - 野津田岳人、サッカー選手
- 6月6日 - 松田恵里、プロボクサー
- 6月7日 - 大崎望絵、女優
- 6月7日 - 島田智之介、俳優
- 6月8日 - 佐々木千隼、プロ野球選手
- 6月11日 - 片岡涼乃、タレント、女優
- 6月12日 - 加藤将太、俳優
- 6月12日 - 宮地藍、AV女優
- 6月12日 - 田原啓吾、元プロ野球選手
- 6月12日 - 森本龍弥、元プロ野球選手
- 6月13日 - 犬飼貴丈、俳優
- 6月13日 - 矢神久美、元SKE48
- 6月14日 - 今泉彩良、女優
- 6月14日 - くりえみ、グラビアアイドル、タレント
- 6月15日 - 桃谷エリカ、元AV女優
- 6月15日 - 日高里菜、女優、声優
- 6月15日 - 木浪聖也、プロ野球選手
- 6月16日 - 葵夏美、女優、歌手（キング・クリームソーダ）
- 6月17日 - 高山奈々、気象キャスター
- 6月17日 - 雪平莉左、タレント、グラビアアイドル
- 6月17日 - 岡山天音、俳優
- 6月17日 - 春瀬なつみ、声優
- 6月18日 - 山本杏、柔道選手
- 6月18日 - 岩波拓也、サッカー選手
- 6月18日 - 吉野晃一、元超特急
- 6月19日 - 今井金太、元プロ野球選手
- 6月19日 - なごみ、AV女優
- 6月20日 - 鮎川穂乃果、タレント、女優
- 6月20日 - 山形純菜、TBSテレビアナウンサー
- 6月21日 - 岡井千聖、元タレント、元℃-ute
- 6月21日 - 向井康二、アイドル (Snow Man)
- 6月22日 - ゆきのあかり、AV女優
- 6月22日 - 山本里菜、フリーアナウンサー
- 6月24日 - 遠藤ゆりか、声優、歌手
- 6月25日 - 麻倉もも、声優
- 6月25日 - 山地まり、女優
- 6月25日 - 高良一輝、元プロ野球選手
- 6月27日 - 古峰桃香、元ハロプロエッグ
- 6月27日 - 若月佑美、女優、元乃木坂46
- 6月28日 - 柚木亜里紗、ローカルタレント、女優
- 6月28日 - 斉藤真木子、元SKE48
- 6月30日 - 南彩夏、タレント、元アイドル

### 7月
- 7月1日 - 岡本杏理、ファッションモデル、女優
- 7月1日 - 宗田淑、ファッションモデル
- 7月3日 - 渡辺悠、俳優
- 7月4日 - 長澤えりな、AV女優
- 7月4日 - 石丸椎菜、女優
- 7月5日 - 大谷翔平、プロ野球選手
- 7月6日 - 井手上梓、ファッションモデル
- 7月6日 - 宗接唯人、プロ野球選手
- 7月7日 - 土屋あさみ、AV女優
- 7月7日 - 伊藤夏帆、ファッションモデル
- 7月8日 - 指出瑞貴、女優
- 7月8日 - 溝口恵、ファッションモデル
- 7月8日 - 上仲百波、元子役タレント
- 7月10日 - 勝田梨乃、元SUPER☆GiRLS
- 7月10日 - 天使もえ、AV女優
- 7月10日 - 岩見雅紀、プロ野球選手
- 7月10日 - 横川尚隆、ボディビルダー、タレント
- 7月11日 - 口町亮、陸上競技選手
- 7月11日 -  七瀬彩夏、声優
- 7月12日 - 百田夏菜子、歌手（ももいろクローバーZ）、女優
- 7月12日 - きゅんくん、ロボティクス・ファッション・クリエイター、メカ・エンジニア
- 7月12日 - yuuna、ロリータアイドル、女優
- 7月13日 - 三浦采夏、女優
- 7月13日 - 山田エリヤス、俳優、ファッションモデル
- 7月13日 - 久慈暁子、フリーアナウンサー、元フジテレビアナウンサー、元ファッションモデル、元女優
- 7月16日 - 清水くるみ、女優
- 7月16日 - 茜屋日海夏[17]、声優
- 7月18日 - 日向滉一、俳優、タレント
- 7月19日 - 小森美果、元AKB48
- 7月19日 - 安倍龍太郎、俳優、声優、タレント
- 7月19日 - 田中正義、プロ野球選手
- 7月20日 - 仲美由紀、タレント、舞台女優、レースクイーン
- 7月20日 - 桜めい、コスプレイヤー
- 7月21日 - 高口風都、俳優
- 7月22日 - 吉原雅斗、俳優
- 7月23日 - 相内誠、プロ野球選手
- 7月23日 - 坂元誉梨、グラビアアイドル
- 7月24日 - 星空もあ、AV女優
- 7月24日 - ニシダ、お笑いタレント、ラランド
- 7月25日 - 髙橋慎之介、プロ野球選手
- 7月26日 - 木内梨生奈、タレント、女優
- 7月26日 - 坂口理子、元HKT48
- 7月27日 - 姫野和樹、ラグビー選手
- 7月28日 - 村瀬継太、俳優、モデル
- 7月28日 - 秋山大地、サッカー選手
- 7月29日 - 北條史也、プロ野球選手
- 7月30日 - 柿澤貴裕、プロ野球選手
- 7月30日 - 角谷暁子、テレビ東京アナウンサー、元声優
- 7月30日 - 山田みなみ、ファッションモデル
- 7月30日 - 一ツ山里紗、ファッションモデル
- 7月31日 - 狩野行寿、プロ野球選手

### 8月
- 8月1日 - 和田彩花、アイドル、元アンジュルム
- 8月3日 - 藤間爽子、女優
- 8月4日 - 福田麻由子、女優
- 8月4日 - 武藤つぐみ、AV女優
- 8月4日 - 濱田達郎、プロ野球選手
- 8月4日 - ンダホ、YouTuber、フィッシャーズのメンバー
- 8月5日 - 佐々木勇気、将棋
- 8月6日 - 片瀬桃、ジュニアアイドル
- 8月6日 - 菅大輝、俳優
- 8月6日 - 中田花奈、プロ雀士、元乃木坂46
- 8月7日 - 笠井崇正、プロ野球選手
- 8月7日 - 安在和樹、サッカー選手
- 8月7日 - 宮瀬七海、レースクイーン
- 8月8日 - 夏未エレナ、元女優
- 8月8日 - 田中和基、プロ野球選手
- 8月8日 - 河邑ミク、お笑いタレント
- 8月10日 - RIKU、歌手（THE RAMPAGE from EXILE TRIBE）
- 8月10日 - SHONO、タレント、モデル
- 8月11日 - 山上佳之介、イリュージョニスト
- 8月11日 - 辻東倫、プロ野球選手
- 8月12日 - 柏幸奈、元乃木坂46
- 8月12日 - 佐藤拓也、野球選手
- 8月13日 - 大塚祥平、陸上競技選手
- 8月14日 - 松本彩、ミュージシャン (SHISHAMO元メンバー)
- 8月15日 - 成宮ルリ、AV女優
- 8月15日 - 萩野公介、水泳選手
- 8月15日 - ☆HOSHINO、元グラビアアイドル
- 8月15日 - 松澤まゆ、気象予報士
- 8月16日 - 高田里穂、女優
- 8月16日 - 藤原令子、元女優
- 8月16日 - 黒木優太、プロ野球選手
- 8月16日 - 津田理帆、アナウンサー
- 8月16日 - 畠山愛理、元新体操選手
- 8月17日 - 畠中祐、声優
- 8月17日 - 高木真備、元女子競輪選手
- 8月18日 - 鈴木誠也、プロ野球選手
- 8月19日 - 森雄大、プロ野球選手
- 8月19日 - 坂本工宜、プロ野球選手
- 8月19日 - シルクロード、YouTuber、フィッシャーズのリーダー兼メンバー
- 8月20日 - 神部美咲、タレント、モデル
- 8月21日 - 五木あきら、コスプレイヤー
- 8月22日 - 濱正悟、俳優
- 8月22日 - 人里亜矢可、プロアイスホッケー選手
- 8月23日 - 中島翔哉、サッカー選手
- 8月23日 - 松本菜奈実、AV女優
- 8月24日 - 三秋里歩、元吉本坂46、元NMB48
- 8月24日 - 末澤誠也、歌手・俳優、Aぇ! group
- 8月26日 - 夢乃あいか、AV女優
- 8月27日 - 南彩乃、ジュニアアイドル
- 8月28日 - 大翔鵬清洋、大相撲力士
- 8月29日 - 片寄涼太、GENERATIONS from EXILE TRIBE
- 8月29日 - 栗本唯梨、ダンサー、振り付け師、女優
- 8月30日 - 宮内栞、AV女優
- 8月30日 - 下村彩里、テレビ朝日アナウンサー
- 8月31日 - 岡田武瑠、サッカー選手

### 9月
- 9月1日 - 宮下遥、バレーボール選手
- 9月1日 - 桃田賢斗、バドミントン選手
- 9月2日 - 飯田花歩、ファッションモデル
- 9月3日 - 葉山めい、AV女優
- 9月3日 - 川村愛美、女優
- 9月3日 - モトキ、YouTuber、フィッシャーズのメンバー
- 9月3日 - 髙比良くるま、お笑いタレント、令和ロマン
- 9月6日 - 井澤美香子、声優
- 9月6日 - 福地亜紗美、女優
- 9月6日 - 山田詩織、タレント
- 9月7日 - 奈木野美樹、女優
- 9月7日 - 山﨑賢人、俳優、タレント
- 9月8日 - 和氣あず未、声優
- 9月9日 - 豊川雄太、サッカー選手
- 9月9日 - 人里茂樹、プロアイスホッケー選手
- 9月10日 - 吉見りいな、AV女優
- 9月11日 - 岡田尚太郎、俳優
- 9月11日 - 山口観弘、水泳選手
- 9月13日 - 大橋彩香、声優
- 9月14日 - 中尾輝、プロ野球選手
- 9月14日 - 神田夢実、サッカー選手
- 9月17日 - 阿部桃子、ファッションモデル、タレント
- 9月17日 - ひなた、プロレスラー
- 9月17日 - 北川佳穂、バスケットボール選手
- 9月18日 - 佐藤勇、プロ野球選手
- 9月19日 - 田村伊知郎、プロ野球選手
- 9月20日 - 滝口ひかり、アイドル (drop)
- 9月20日 - 矢沢みのり、タレント、女優
- 9月20日 - 臼井あいみ、AV女優
- 9月21日 - 二階堂ふみ、女優、ファッションモデル、タレント
- 9月21日 - 石毛秀樹、サッカー選手
- 9月21日 - 川上麻莉亜、バスケットボール選手
- 9月24日 - 萩野伶菜、元子役タレント
- 9月25日 - 荒井レイラ、ファッションモデル、アイドル（元SUPER☆GiRLS）
- 9月26日 - 八重樫琴美、女優、アイドル（Chubbiness）
- 9月26日 - 大平うみ、女優
- 9月27日 - 小笠原海、超特急
- 9月27日 - 竹安大知、プロ野球選手
- 9月28日 - すりぃ、シンガーソングライター・ボカロP、小説家
- 9月28日 - 立石晴香、ファッションモデル
- 9月29日 - 伊瀬知悠、俳優
- 9月29日 - 長野せりな、タレント、元アイドリング!!!13号

### 10月
- 10月1日 - 山口隼人、俳優
- 10月1日 - 池田隆英、プロ野球選手
- 10月2日 - 若月まりあ、AV女優
- 10月2日 - 木津レイナ、ファッションモデル（元E-girlsメンバー）
- 10月4日 - 土田真里恵、女優
- 10月4日 - 岩立沙穂、AKB48
- 10月6日 - 葉山美空、AV女優
- 10月8日 - 加藤豪将、野球選手
- 10月8日 - 秋野央樹、サッカー選手
- 10月9日 - 有華、シンガーソングライター
- 10月10日 - 丹羽孝希、卓球選手
- 10月10日 - 西川ゆい、AV女優
- 10月10日 - 橋本麻耶、AV女優
- 10月11日 - 夕樹あさひ、AV女優
- 10月12日 - 加藤愛、アナウンサー
- 10月13日 - 山崎奈々、女優
- 10月13日 - 佐野ひなこ、タレント
- 10月13日 - 大塚尚仁、元プロ野球選手
- 10月13日 - 深沢紗希、Luce Twinkle Wink☆
- 10月13日 - 渡邊雄太、バスケットボール選手
- 10月13日 - 諸星翔希、7ORDER、俳優、元ジャニーズJr（Love-tune）
- 10月14日 - 清野菜名、ファッションモデル
- 10月14日 - 高柳知葉、声優
- 10月14日 - 藤井萩花、パフォーマー、ファッションモデル（元Flower、元E-girlsメンバー、JJ元専属モデル）
- 10月14日 - 桧垣果穂、Luce Twinkle Wink☆
- 10月15日 - 大森日雅、声優
- 10月16日 - 鬼頭明里、声優
- 10月17日 - 金澤美穂、タレント
- 10月17日 - 土性沙羅、レスリング選手
- 10月18日 - 炎鵬友哉、大相撲力士
- 10月18日 - 能條愛未、女優、元乃木坂46
- 10月19日 - 須賀健太、俳優
- 10月19日 - 青山美郷、女優
- 10月19日 - 古原雅純、シンガーソングライター
- 10月21日 - 加納葉月、俳優
- 10月23日 - 紺野栞、グラビアアイドル
- 10月23日 - 船津稜雅、超特急
- 10月24日 - 宇佐美塁大、プロ野球選手
- 10月24日 - 植田直通、サッカー選手
- 10月25日 - 阿部光瑠、将棋棋士
- 10月25日 - 西本りみ、声優
- 10月26日 - 逢坂南、タレント
- 10月27日 - 河村美幸、バスケットボール選手
- 10月27日 - 優菜真白、AV女優
- 10月29日 - きのこ、プロレスラー
- 10月29日 - 山本真菜香、女優
- 10月30日 - 黒葛原未有、声優、女優
- 10月31日 - 尾崎碧里、女優
- 10月31日 - 麻亜子、グラビアアイドル、女優、デザイナー
- 10月31日 - 小島瑠那、グラビアアイドル

### 11月
- 11月1日 - 新谷あやか、タレント
- 11月2日 - 諏訪ななか、声優
- 11月3日 - 山本雅士、プロ野球選手
- 11月3日 - 中川寛斗、サッカー選手
- 11月5日 - 宇山玲加、声優
- 11月7日 - 村上佳菜子、元フィギュアスケート選手
- 11月7日 - 飯窪春菜、タレント、女優、元モーニング娘。
- 11月7日 - 西山雄介、陸上競技選手
- 11月8日 - 吉野恭平、サッカー選手
- 11月8日 - 肥川彩愛、元NMB48
- 11月9日 - 近本光司、プロ野球選手
- 11月10日 - 浅野拓磨、サッカー選手
- 11月11日 - 園田みおん、AV女優
- 11月12日 - 新井純平、サッカー選手
- 11月12日 - 小瀬田麻由、女優、グラビアアイドル
- 11月13日 - 立野沙紀、女優、歌手、タレント
- 11月14日 - 隆の勝伸明、大相撲力士
- 11月14日 - 栂野理紗子、タレント
- 11月14日 - 佐野隼平、ミュージカル俳優
- 11月14日 - 平松賢人、俳優
- 11月17日 - 砂川脩弥、俳優、イケ家！
- 11月18日 - 椎名ひかり、アイドル、アーティスト
- 11月18日 - 堀菜保子、元NHKアナウンサー
- 11月21日 - 川井梨紗子、アマチュアレスリング選手
- 11月22日 - 川島如恵留、ジャニーズJr.、俳優、元ワンダー☆5
- 11月22日 - 堀田実那、女優
- 11月22日 - 田中刑事、フィギュアスケート選手
- 11月22日 - 前根奏子、タレント、ダンサー
- 11月22日 - 黒瀬翔生、フジテレビアナウンサー
- 11月23日 - 相田楓、女優、タレント
- 11月24日 - 草川拓弥、超特急
- 11月25日 - 石綿文太、俳優
- 11月25日 - 武藤十夢、元AKB48
- 11月26日 - 吉川美冴貴、ミュージシャン (SHISHAMO)
- 11月28日 - 青山大紀、プロ野球選手
- 11月28日 - 佐野恵太、プロ野球選手
- 11月29日 - 荒井つかさ、タレント
- 11月29日 - 押田柊、ミュージカル俳優
- 11月30日 - 鈴木圭一郎、オートレース選手
- 11月30日 - 水沢みゆ、AV女優

### 12月
- 12月1日 - 鈴木心春、AV女優
- 12月1日 - 水嶋杏樹、AV女優
- 12月2日 - 千眼美子 (清水富美加)、宗教家、女優、ファッションモデル
- 12月2日 - loundraw、イラストレーター
- 12月3日 - 京本大我、SixTONES
- 12月3日 - 芹澤優、声優、歌手、アイドル
- 12月3日 - 橋本拓哉、プロバスケットボール選手
- 12月3日 - 増岡加奈子、バスケットボール選手
- 12月3日 - 葵、AV女優
- 12月4日 - 高橋伊久磨、ミュージカル俳優
- 12月5日 - じんじん、パパラピーズ
- 12月5日 - 柚月あい、AV女優
- 12月6日 - 栗原類、タレント、モデル
- 12月6日 - 村上聡、声優
- 12月6日 - 島袋美由利、声優
- 12月6日 - 若隆景渥、大相撲力士
- 12月7日 - 羽生結弦、フィギュアスケート選手
- 12月8日 - 多田愛佳、元HKT48
- 12月8日 - 山内鈴蘭、元SKE48
- 12月8日 - 川越れおな、ファッションモデル
- 12月8日 - 岩出玲亜、陸上競技選手[18]
- 12月8日 - 長尾朱夏、元女子プロ野球選手
- 12月10日 - 高岡未來、ジュニアアイドル
- 12月10日 - 西川龍馬、プロ野球選手
- 12月10日 - 結木滉星、俳優
- 12月11日 - 広瀬アリス、ファッションモデル、女優
- 12月11日 - 加茂倫明、実業家
- 12月13日 - 家入レオ、シンガーソングライター
- 12月14日 - 井上小百合、女優、元乃木坂46
- 12月14日 - 大和里菜、元乃木坂46
- 12月15日 - 金山亜莉紗、野球選手
- 12月16日 - 相川結、女優
- 12月19日 - 大山悠輔、プロ野球選手
- 12月20日 - 村崎真彩、女優
- 12月21日 - 深海永理、グラビアアイドル
- 12月22日 - 細山貴嶺、タレント、俳優
- 12月22日 - 宮崎朝子、ミュージシャン (SHISHAMO)
- 12月26日 - 中塚駿太、プロ野球選手
- 12月27日 - みなみ飛香、プロレスラー、アイスリボン所属
- 12月27日 - 涼木みらい、AV女優
- 12月28日 - 志村玲那、タレント、女優、元キグルミ
- 12月28日 - 前田憂佳、元スマイレージ
- 12月29日 - 佳子内親王、皇族、秋篠宮文仁親王の第二女子
- 12月31日 - 矢崎拓也、プロ野球選手
- 12月31日 - 寺西拓人、俳優、アイドル（timelesz）
- 12月31日 - そよん、グラビアアイドル